# Lewis Hamilton
Sir Lewis Carl Davidson Hamilton, MBE, HonFREng (* 7. Januar 1985 in Stevenage, Hertfordshire, England) ist ein britischer Automobilrennfahrer.
Hamilton wurde 1998 ins Förderprogramm des Formel-1-Rennstalls McLaren aufgenommen. Er gewann 2005 die Formel-3-Euroserie und 2006 die GP2-Serie. Seit 2007 startet er in der Formel 1. Von 2007 bis 2012 ging Hamilton für McLaren an den Start. Schon im ersten Jahr wurde er auf Anhieb Vizeweltmeister und 2008 der zu diesem Zeitpunkt jüngste Weltmeister der Formel-1-Geschichte. Von 2013 bis 2024 trat Hamilton in der Formel 1 für Mercedes an. Für diesen Rennstall gewann er 2014, 2015, 2017, 2018, 2019 und 2020 sechs weitere Weltmeistertitel, damit ist er mit sieben Titeln zusammen mit Michael Schumacher Rekordweltmeister. Darüber hinaus hält Hamilton unter anderem die Rekorde für die meisten Siege, Podien, Pole-Positionen, gesammelte Weltmeisterschaftspunkte sowie Führungsrunden und -kilometer. 
Zur Saison 2025 startet er für die Scuderia Ferrari in der Formel 1.

## Karriere

### Anfänge im Motorsport

#### Kartsport

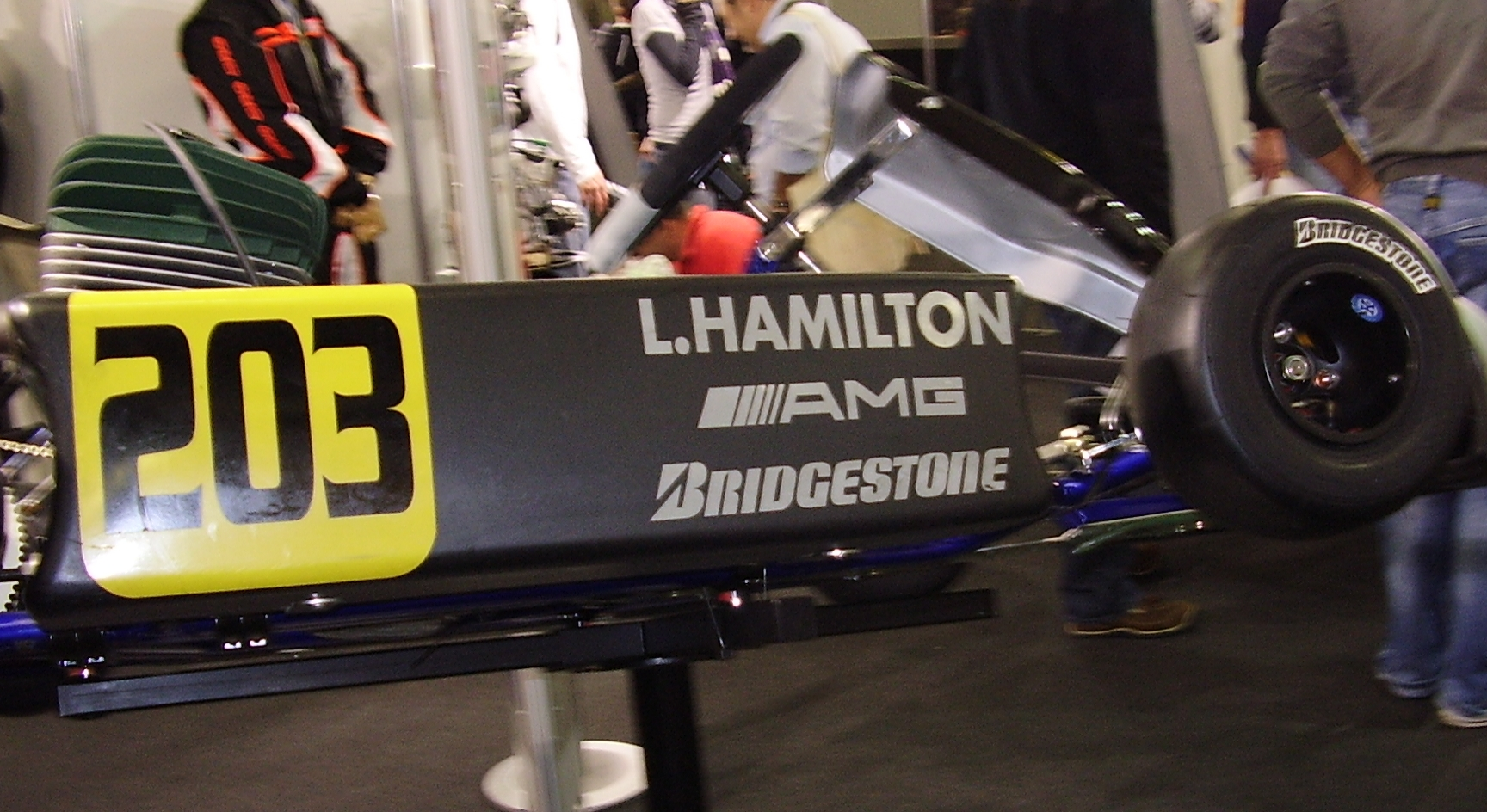
Detail auf der Int. Kartausstellung Offenbach 2008

Hamilton begann 1993 im Alter von acht Jahren mit dem Kartsport. Er durchlief verschiedene Kategorien: Cadet (1995–1996), Junior Yamaha (1997), Junior Intercontinental A (1998–1999), Intercontinental A (1999) und Formel A (2000). Im Jahre 2000 ernannte ihn der British Racing Drivers’ Club zu einem „Rising Star“-Mitglied. Mit zehn Jahren bat er Ron Dennis, der damals Teamchef vom Formel-1-Rennstall McLaren war, um ein Autogramm und erzählte ihm, dass er später gerne für dessen Team fahren wolle. Bereits 1998 verpflichtete Dennis Hamilton für das McLaren driver development program. Der Vertrag beinhaltete zudem eine Option auf ein Formel-1-Cockpit.

#### Formel Renault und Formel 3
Hamilton begann seine professionelle Rennkarriere im Formelsport im Winter 2001/2002 in der Winterserie der britischen Formel Renault, bevor er für zwei Jahre in die britische Formel Renault wechselte. Für Manor Motorsport startend gewann er, nachdem er 2002 den dritten Platz belegt hatte, 2003 den Meistertitel. Darüber hinaus trat er in beiden Jahren für einige Rennen in verschiedenen Rennserien, unter anderem der britischen Formel-3-Meisterschaft und dem Formel Renault 2.0 Eurocup, an. Im Formel Renault 2.0 Eurocup erzielte er insgesamt vier Podiums-Platzierungen – darunter ein Sieg – bei sechs Starts.
2004 wechselte Hamilton in die Formel-3-Euroserie. Mit einem Sieg auf dem Norisring belegte er am Saisonende den fünften Gesamtrang. Zum Ende der Saison verließ Hamilton Manor Motorsport und wechselte zum französischen Spitzenteam ASM Formule 3, mit denen er die Saison 2005 bestritt. Sein Teamkollege wurde Adrian Sutil, zu dem Hamilton bis Anfang 2012 ein freundschaftliches Verhältnis besaß. Hamilton, der die Saison dominierte, gewann 15 von 20 Rennen und sicherte sich damit den Meistertitel vor seinem Teamkollegen Sutil.

#### GP2-Serie
Für die Saison 2006 wechselte Hamilton in die GP2-Serie, die im Rahmenprogramm der Formel 1 ausgetragen wurde. Er blieb seinem Team, das in der GP2-Serie den Namen ART Grand Prix trug, treu. Hamiltons Teamkollege war Alexandre Prémat, der bereits eine Saison für ART Grand Prix in der GP2-Serie an den Start gegangen war. Hamilton übernahm das Cockpit von Nico Rosberg, der ein Jahr zuvor die Meisterschaft gewonnen hatte. Beim fünften Rennen auf dem Nürburgring gewann Hamilton sein erstes Rennen in der neuen Meisterschaft, obwohl er eine Durchfahrtsstrafe für zu schnelles Fahren in der Boxengasse absolvieren musste. Mit weiteren vier Siegen, unter anderem beim prestigeträchtigen Rennen auf dem Circuit de Monaco, und neun Podest-Platzierungen gewann Hamilton den Meistertitel vor Nelson Piquet junior.

### Formel 1

#### McLaren (2007–2012)

##### 2007

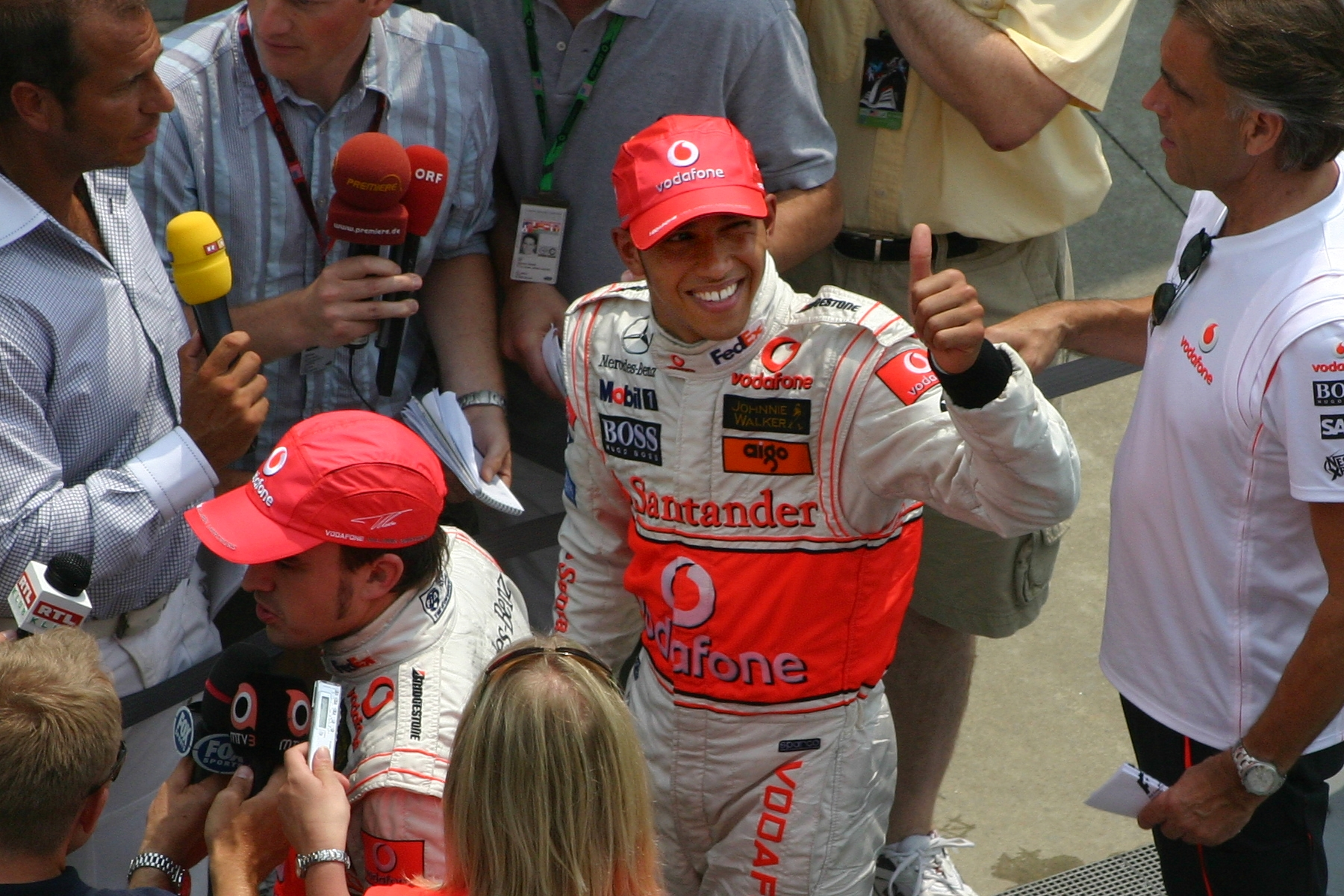
Hamilton grüßt seine Fans beim US-GP, 2007

Am 24. November 2006 bestätigte McLaren-Mercedes Hamilton offiziell als zweiten Fahrer neben dem damaligen Weltmeister Fernando Alonso und damit auch die eigene Förderpolitik der zurückliegenden Jahre. Laut Ron Dennis war Hamilton der einzige Fahrer auf dem Markt, der ihn nach dem Rücktritt Michael Schumachers und den Verpflichtungen Alonsos und Kimi Räikkönens wirklich beeindruckt hätte sowie auf dem Transfermarkt verfügbar gewesen sei: „Es gab niemanden, der wirklich brillierte. Lewis ist es wert, ihm die Chance zu geben, so dass er uns zeigen kann, zu was er in der Lage ist.“ Da Ron Dennis die Karriere Hamiltons schon seit rund zehn Jahren gefördert hatte, war der Einstieg des ersten schwarzen Rennfahrers in die Formel 1 für die Saison 2007 ein Thema der Medien. Bernie Ecclestone hatte schon seit Jahren davon gesprochen, dass ein farbiger Fahrer und eine Frau das einzige seien, was der Formel 1 aus marketingtechnischen Gründen noch fehle. Hamilton wurde seither als „Tiger Woods der Formel 1“ bezeichnet.

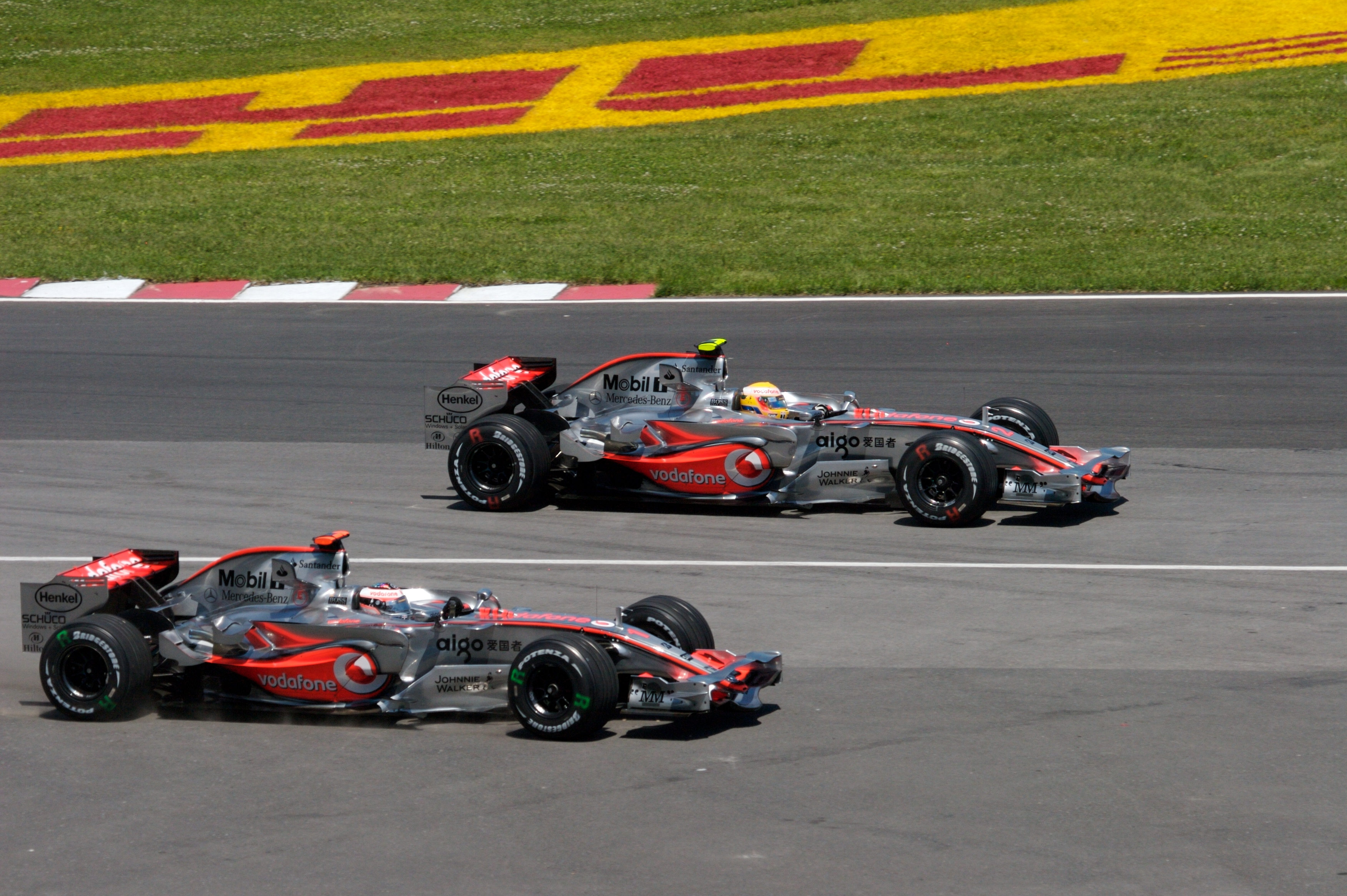
Hamilton (hinten) und Alonso duellierten sich mehrfach

Bei seinem ersten Formel-1-Rennen, dem Großen Preis von Australien am 18. März 2007, erreichte er gleich einen Podiumsplatz: Er überquerte hinter Räikkönen und Alonso als Dritter die Ziellinie, nachdem er im Rennen lange Zeit vor seinem Teamkollegen gelegen hatte. Damit war er der beste Debütant seit Jacques Villeneuve 1996, der damals in seinem ersten Rennen – ebenfalls in Melbourne – Zweiter wurde. Dass es sich bei Hamiltons Leistung nicht um Anfängerglück handelte, zeigte er bei den vier nächsten Rennen in Malaysia, Bahrain, Spanien und Monaco, wo er jeweils Zweiter wurde. Hamilton wurde damit zum ersten Formel-1-Debütanten in der 57-jährigen Formel-1-Geschichte, der in seinen ersten drei Rennen jeweils an der Siegerehrung teilnahm. Nach dem Rennen in Monaco wurde McLaren verdächtigt, Hamilton bewusst eingebremst zu haben, um den Sieg seines Teamkollegen Alonso nicht zu gefährden. Die FIA leitete darauf eine Untersuchung wegen des Verdachts der Stallorder ein. Nach der Auswertung der Daten wurde McLaren freigesprochen. Damit allerdings begann die vor allem medial inszenierte Rivalität zwischen Hamilton und Alonso. Die britische Presse vermutete regelmäßig die Benachteiligung ihres Landsmannes, während die spanische Presse dies umgekehrt genauso tat. Das Verhältnis zwischen den beiden Piloten kühlte sich merklich ab, nachdem sie zu Saisonbeginn noch scherzend zusammen in der Öffentlichkeit aufgetreten waren und einen gemeinsamen Werbespot für Mercedes-Benz gedreht hatten. Vor allem geriet Alonso unter enormen Erklärungsdruck, warum es ihm als zweifachem Weltmeister nicht gelang, den Debütanten im gleichen Wagen regelmäßig zu schlagen und er in der Weltmeisterschaft zwischenzeitlich deutlich hinter diesem zurückfiel.

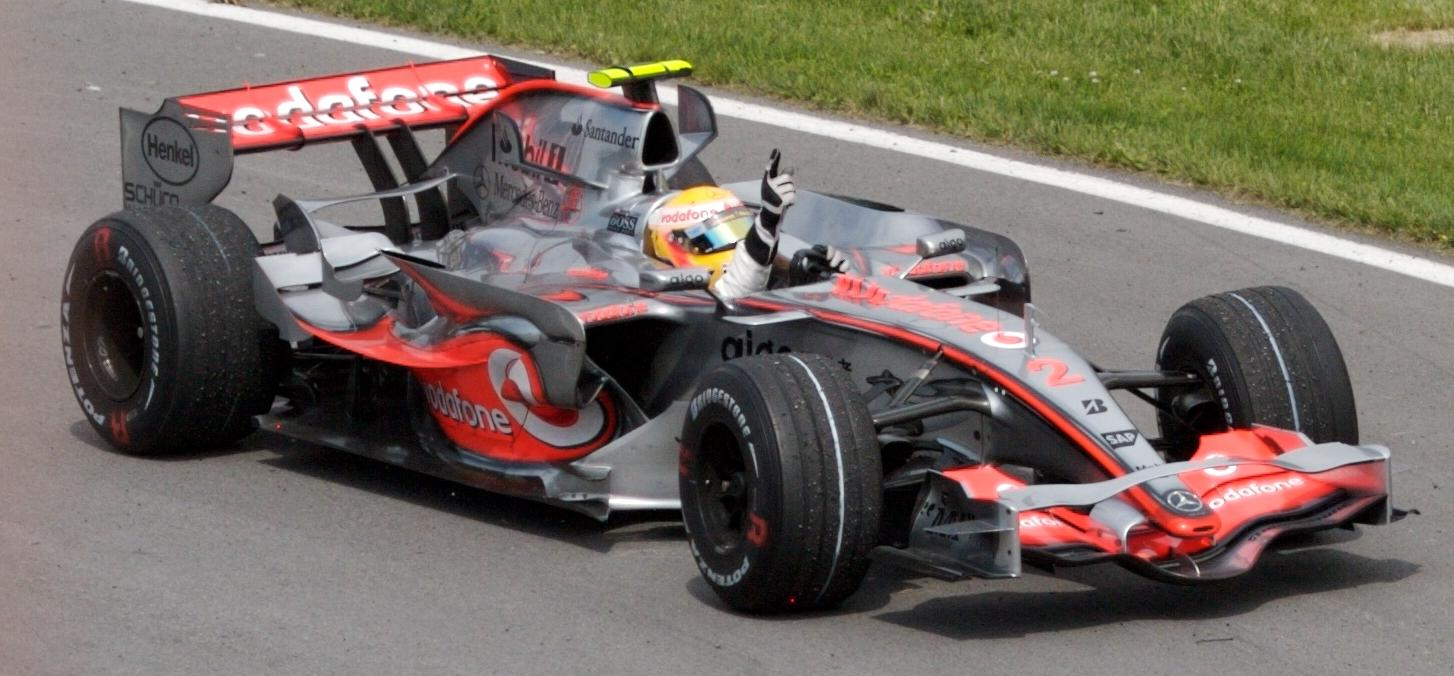
Hamilton nach seinem ersten Grand-Prix-Sieg in Kanada

Beim nächsten Grand Prix, dem Großen Preis von Kanada erzielte Hamilton seine erste Pole-Position und errang seinen ersten Sieg. Damit übernahm er als zu dem Zeitpunkt jüngster Fahrer der Formel-1-Geschichte die Weltmeisterschaftsführung, welche er bis zum Saisonfinale behielt. Ein Rennen später beim Großen Preis der USA wiederholte er das Ergebnis aus Kanada und erzielte von der Pole-Position startend einen weiteren Sieg. Mit zwei dritten Plätzen in Frankreich und Großbritannien baute Hamilton seinen Rekord als Debütant mit den meisten Podest-Platzierungen in Folge auf neunmal aus.

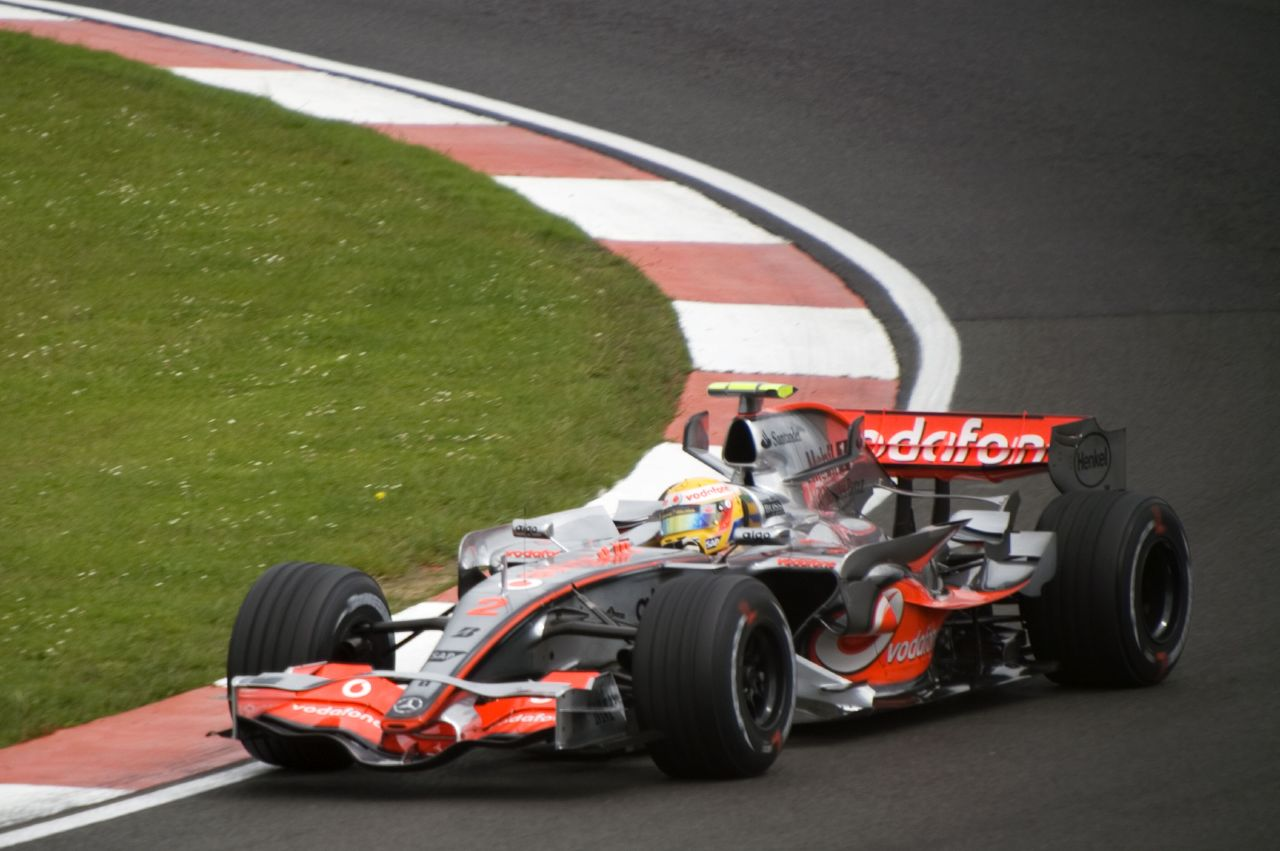
Hamilton bei seinem Heimrennen, Silverstone 2007

Beim chaotischen Großen Preis von Europa auf dem Nürburgring kam Hamilton zum ersten Mal in der Saison 2007 nicht aufs Podest und auch nicht in die Punkteränge, nachdem er im Qualifying einen schweren Unfall überstanden hatte. Gleichzeitig gewann Alonso, der damit auf Hamilton in der Weltmeisterschaft aufholte. Beim folgenden Großen Preis von Ungarn erreichte das Duell zwischen Hamilton und Alonso eine weitere Verschärfung: Im Qualifying blieb Alonso im letzten Segment ungewöhnlich lange bei der McLaren-Boxencrew stehen und blockierte damit seinen Teamkollegen. Alonsos Fahrzeug war bereits abgefertigt und er hatte das Signal zur Weiterfahrt erhalten. Dennoch blieb Alonso aus von außen unersichtlichen Gründen in der Box stehen, sodass Hamilton hinter ihm in der Boxengasse warten musste. Hamilton war dadurch nicht mehr in der Lage, eine weitere gezeitete Runde zu fahren, um den in Führung liegenden Alonso noch von der Spitze zu verdrängen. Die Rennleitung bewertete den Vorfall als grobe Unsportlichkeit Alonsos gegen Hamilton. Sie sprach eine Strafversetzung um fünf Plätze auf Platz sechs in der Startaufstellung gegen ihn aus. Zudem beschloss die Rennleitung, McLaren wegen Stallorder für dieses Rennen alle möglichen Punkte der Konstrukteurswertung abzuerkennen. Die Fahrerwertung blieb von der Strafe unberührt. Angeblicher Hintergrund für Alonsos Verhalten war die zuvor von Lewis Hamilton eigenmächtig geänderte Reihenfolge bei der Boxenausfahrt im Zeittraining: Entgegen der Anweisung von Teamchef Dennis war Hamilton vor Alonso auf die Strecke gefahren. Im Rennen baute Hamilton mit einem Sieg den Vorsprung weiter aus, während Alonso Vierter wurde. Bei den drei folgenden Rennen, die den Europa-Abschluss der Saison bildeten, erzielte Hamilton mit einem zweiten Platz in Italien eine weitere Platzierung auf dem Podium. Da Alonso dieses Rennen gewann, gab es zum vierten Mal einen McLaren-Doppelsieg in dieser Saison.
Nach seinem Sieg beim verregneten Großen Preis von Japan hatte Hamilton bei noch zwei ausstehenden Rennen 12 Punkte Vorsprung auf Alonso und 17 Punkte Vorsprung auf Räikkönen und somit einen soliden Vorsprung in der Weltmeisterschaft. Bereits beim folgenden Großen Preis von China hätte er den Titel perfekt machen können, rutschte aber nach überlegener Führung auf abgefahrenen Reifen in der 31. Runde in der Boxeneinfahrt unglücklich in ein Kiesbett und war nicht mehr in der Lage, das Rennen fortzusetzen. Ferrari-Pilot Räikkönen gewann das Rennen stattdessen und so ergab sich vor dem Finale eine der spannendsten Punktekonstellationen der Formel-1-Geschichte, in der noch drei Fahrer Chancen auf den Titel hatten. Vor dem entscheidenden Rennen in Brasilien führte Hamilton mit 107 vor Alonso mit 103 und Räikkönen mit 100 Punkten. Dort fiel er direkt zu Beginn wegen eines Fahrfehlers zurück und in Runde zwölf drückte Hamilton irrtümlich den Knopf für die Startsequenz an seinem Lenkrad. Daraufhin wechselte sein Wagen in Neutralstellung und er musste das System neu starten. Resultierend daraus rollte sein Wagen (er konnte weder beschleunigen, noch schalten) für etwa eine halbe Runde und er fiel so auf den 18. Platz zurück. Am Ende wurde er Siebter, was infolge des gleichzeitigen Sieges von Räikkönen nicht zum Titel reichte. So wurde er hinter Räikkönen (110 Punkte) und vor seinem punktgleichen Teamkollegen Alonso (je 109 Punkte) Vizeweltmeister.
Nach Ende des Rennens wurde bekannt, dass die FIA gegen BMW Sauber und Williams wegen Temperatur-Unregelmäßigkeiten beim Benzin ermittelte. Bei einer Disqualifikation wäre Hamilton möglicherweise nachträglich auf den vierten Platz aufgerückt und am grünen Tisch doch noch Weltmeister geworden. Die FIA entschied jedoch, BMW Sauber und Williams nicht zu bestrafen und bestätigte damit das Endergebnis der Weltmeisterschaft. Gegen diese Entscheidung legte das McLaren-Team offiziellen Protest ein. Am 16. November 2007 wurde die Berufung abgelehnt und das Ergebnis des Rennens in Brasilien bestätigt.
Überschattet wurde die Saison von der sogenannten „Spionageaffäre“, in die Hamiltons Team verwickelt war. McLaren wurde vorgeworfen, Daten des Konkurrenten Ferrari beim Entwurf des eigenen Rennwagens verwendet zu haben, was dem Tatbestand der Industriespionage entspricht. Bereits nach den ersten Rennen wurden Vorwürfe laut, ein Ferrari-Angestellter habe geheime Daten an einen Kontaktmann bei McLaren weitergegeben. Im September wurde das McLaren-Team vor dem FIA World Council in Paris zu einer Strafzahlung von einhundert Millionen Dollar verurteilt. Zusätzlich wurden dem Rennstall alle Punkte der Teamwertung aus der laufenden Saison aberkannt. Hamilton selbst hatte sein Team in der Öffentlichkeit stets in Schutz genommen und die Vorwürfe zurückgewiesen. Sein Teamkollege Alonso indes, der das Team während der zweiten Saisonhälfte auch öffentlich hart kritisiert hatte, verließ McLaren nach Saisonende nach nur einem Jahr wieder und kehrte zu Renault zurück.

##### 2008 (erster Weltmeistertitel)

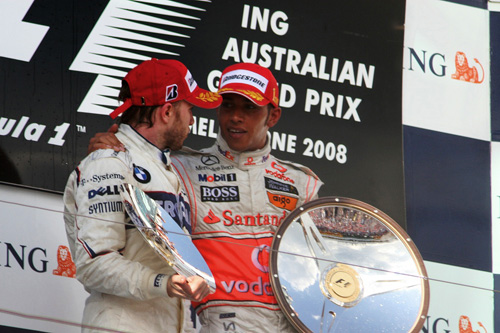
Hamilton (rechts) mit Nick Heidfeld auf dem Podium nach seinem Sieg beim Saisonauftakt in Australien

Am 18. Januar 2008 verkündete McLaren, dass Hamilton einen neuen Vertrag bis 2012 unterschrieben habe. Schon im Dezember wurde als Nachfolger des abgewanderten Alonso der bisherige Renault-Pilot Heikki Kovalainen verpflichtet. Beim ersten Rennen der Formel-1-Weltmeisterschaft 2008 in Australien erzielte Hamilton nicht nur die Pole-Position, sondern gewann auch gleich das Rennen. In den nächsten zwei Rennen folgten ein fünfter Platz beim Großen Preis von Malaysia und ein 13. Platz in Bahrain, wodurch er die Weltmeisterschaftsführung an Räikkönen verlor. Nach einem dritten Platz in Spanien und einem zweiten Platz in der Türkei gewann Hamilton in Monaco und übernahm erneut die Weltmeisterschaftsführung. Dabei schlug er die im Qualifying starken Ferrari und siegte trotz eines Reifenschadens zu Beginn und teilweise strömenden Regens.

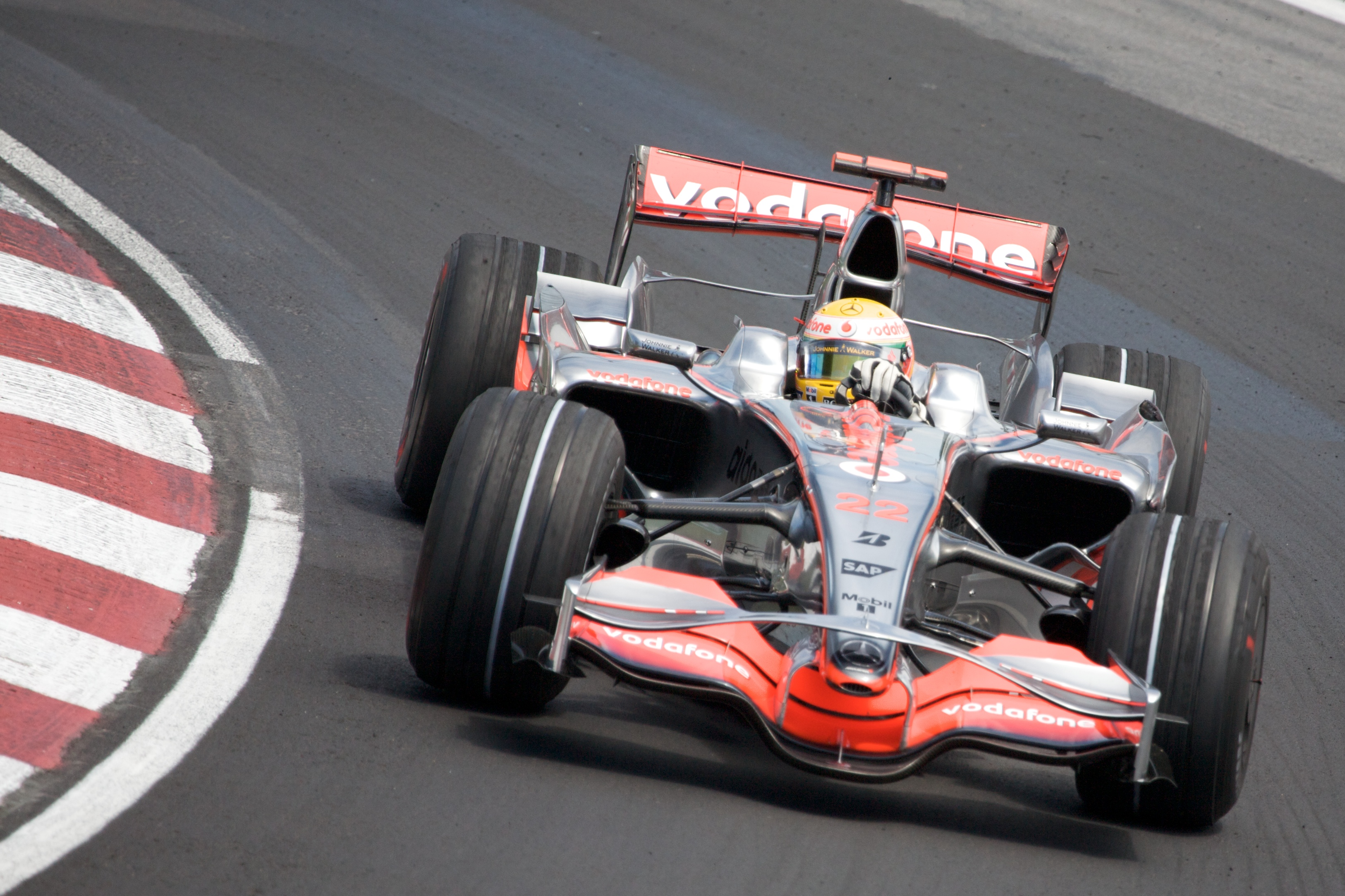
Hamilton in Führung in Kanada, bevor die rote Ampel kam

Beim folgenden Großen Preis von Kanada führte Hamilton das Rennen zunächst an. Bei einem Boxenstopp in einer Safety-Car-Phase kam es zu einem von ihm verschuldeten Unfall, durch den er ausschied. Er hatte die rote Ampel am Boxengassenausgang übersehen und war darauf seinem Kontrahenten Räikkönen ins Heck seines Ferraris gefahren. Er verlor daher die Führung in der Fahrerweltmeisterschaft an Robert Kubica. Nach dem Rennen wurde er mit einer Strafversetzung um zehn Plätze in der Startaufstellung für den Großen Preis von Frankreich belegt. Bei diesem kam er wegen der Versetzung und einer Durchfahrtsstrafe über Platz zehn nicht hinaus.
Beim folgenden Rennen, seinem Heimrennen in Großbritannien zeigte er eine einwandfreie Leistung, gewann das Rennen und übernahm die Führung in der Weltmeisterschaft. Hamilton hatte in diesem Rennen nur den Zweiten und Dritten nicht überrundet und kam mit über einer Minute Vorsprung ins Ziel. Auch das nächste Rennen, der Große Preis von Deutschland entschied er für sich. In Ungarn erzielte Hamilton die Pole-Position, kam durch einen Reifenschaden im Rennen aber nicht über den fünften Platz hinaus. Da Felipe Massa kurz vor Schluss in Führung liegend ausfiel, behielt Hamilton die Weltmeisterschaftsführung und betrieb damit Schadensbegrenzung. Das Rennen gewann sein Teamkollege Kovalainen. Nach einem zweiten Platz hinter Massa beim Großen Preis von Europa auf dem neuen Stadtkurs von Valencia stand Hamilton in Spa-Francorchamps beim Großen Preis von Belgien erneut auf dem ersten Startplatz. Im Rennen verlor er zunächst eine Position an Räikkönen, der das Rennen über weite Strecken anführte. Kurz vor Schluss nutzte Hamilton den einsetzenden Regen, um Räikkönen unter Druck zu setzen. In der Folge ereigneten sich auf der rutschigen Fahrbahn mehrere Führungswechsel. Räikkönen verlor eine Runde vor Schluss die Kontrolle über sein Auto und schied aus, Hamilton fuhr als erster über die Ziellinie. Seine Freude über den Sieg währte indes nur kurz: Die Rennleitung entschied, Hamilton wegen Abkürzens der Schikane vor Start und Ziel im Duell mit Räikkönen mit 25 Strafsekunden zu belegen, die ihn auf Platz drei zurückwarfen. McLaren legte gegen die Entscheidung Protest ein, welcher allerdings gut drei Wochen später vor dem FIA-Gericht in Paris abgewiesen wurde.
Bei den folgenden Rennen in Italien und Singapur bekam Hamilton lediglich acht Punkte, sein Kontrahent Massa holte jedoch nicht auf. Auch in Japan beraubte sich Hamilton bereits in der ersten Kurve aller Chancen selbst und blieb ohne Punkte. Beim folgenden Rennen, dem Großen Preis von China, fuhr er einen ungefährdeten Sieg ein.

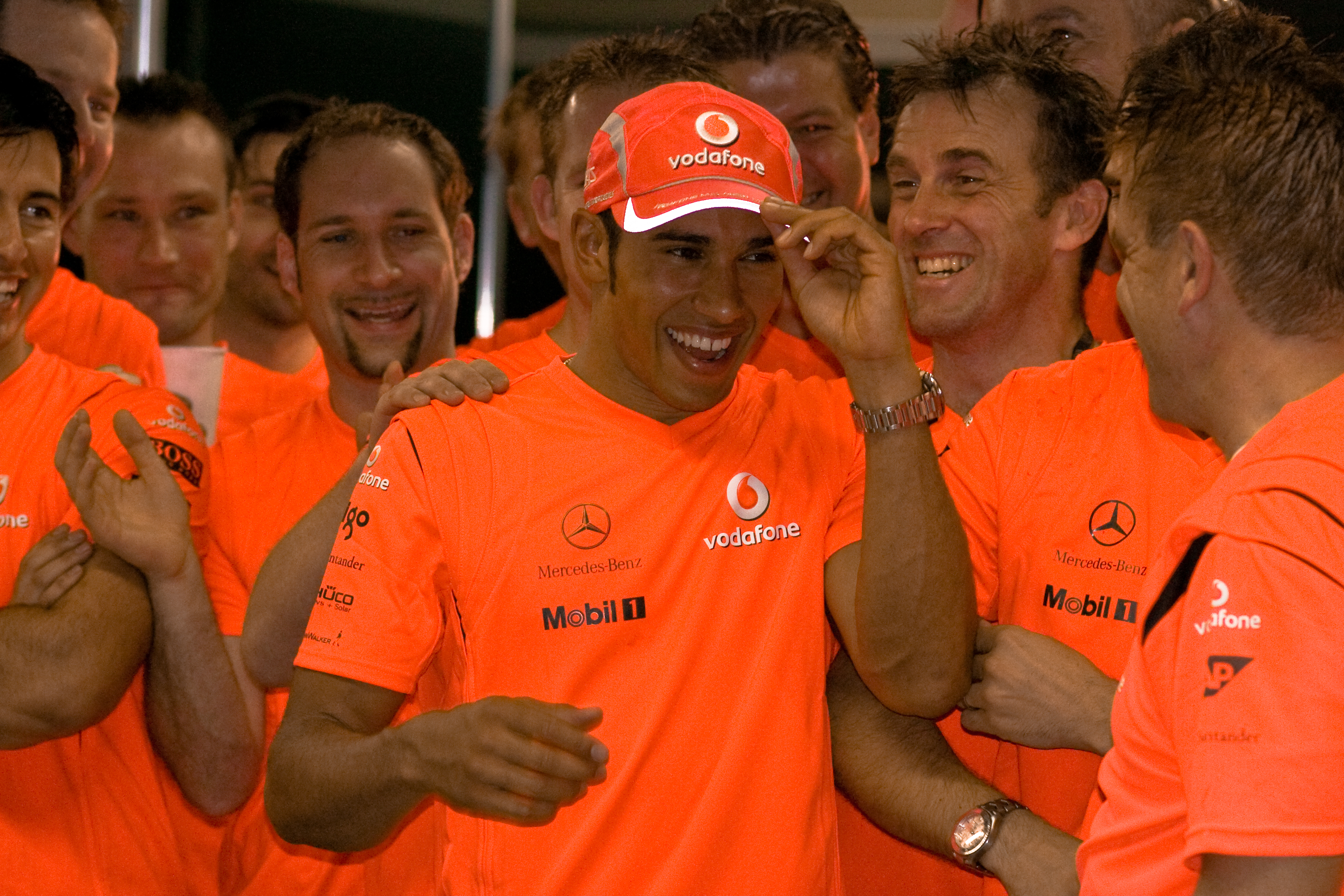
Hamilton feiert den Gewinn der Weltmeisterschaft mit seinem Team

Mit sieben Punkten Vorsprung auf Massa ging Hamilton ins letzte Saisonrennen in Brasilien. Hamilton musste bei einem Sieg seines Verfolgers lediglich Fünfter werden. In einem über weite Strecken eher ereignislosen Rennen schien dieses Ziel nicht gefährdet, bis rund zehn Runden vor Schluss einsetzender Regen die Reihenfolge nochmal durcheinanderbrachte. Massa behielt die Führung und fuhr als Erster über die Ziellinie, während Hamilton in der vorletzten Runde von Sebastian Vettel überholt wurde und nur noch Sechster war. Zu diesem Zeitpunkt wäre Massa Weltmeister gewesen. Der auf Trockenreifen fahrende Timo Glock im Toyota büßte jedoch auf der immer feuchter werdenden Piste seinen Vorsprung ein, bis ihn Vettel und auch Hamilton passierten. Damit wurde die Weltmeisterschaft in der letzten Kurve der letzten Runde des letzten Rennens entschieden. Hamilton wurde mit nur einem Punkt Vorsprung auf Massa (98:97 Punkte) zum bis dahin jüngsten Weltmeister der Formel-1-Geschichte. 2010 verlor er diesen Rekord an Vettel.

##### 2009
Vor der Saison 2009 wurde bei Testfahrten bereits offensichtlich, dass McLaren sich im Kampf um die Weltmeisterschaft während des Jahres 2008 zu sehr auf die Entwicklung des aktuellen Wagens konzentriert hatte. Der neue MP4-24 erfüllte die Hoffnungen des Teams nicht, was die Konkurrenzfähigkeit anging. Um die öffentlichen Erwartungen an den amtierenden Weltmeister schon im Vorfeld zu dämpfen, kündigte Mercedes-Benz-Sportchef Norbert Haug an, dass er davon ausgehe, zunächst nur um Mittelfeldplatzierungen kämpfen zu können. Beim ersten Rennen in Australien bestätigte sich die Prognose zunächst: Hamilton und sein Teamkollege Kovalainen fuhren deutlich hinter der Spitze und erreichten keine Top-10-Startplätze. Im Rennen nutzte Hamilton die teils chaotischen Verhältnisse aus und kam mit einer fehlerfreien Leistung als überraschender Vierter hinter Jarno Trulli ins Ziel. Nach dem Rennen wurde Trulli wegen angeblichen Überholens während der Safety-Car-Phase auf Rang zwölf zurückgestuft, sodass Hamilton zunächst den dritten Platz erbte. Er wurde jedoch nachträglich disqualifiziert, weil Hamilton und McLaren die Kommissare bei der ersten Anhörung in Melbourne absichtlich getäuscht haben sollen. Trulli bekam indes seinen dritten Platz zurück.

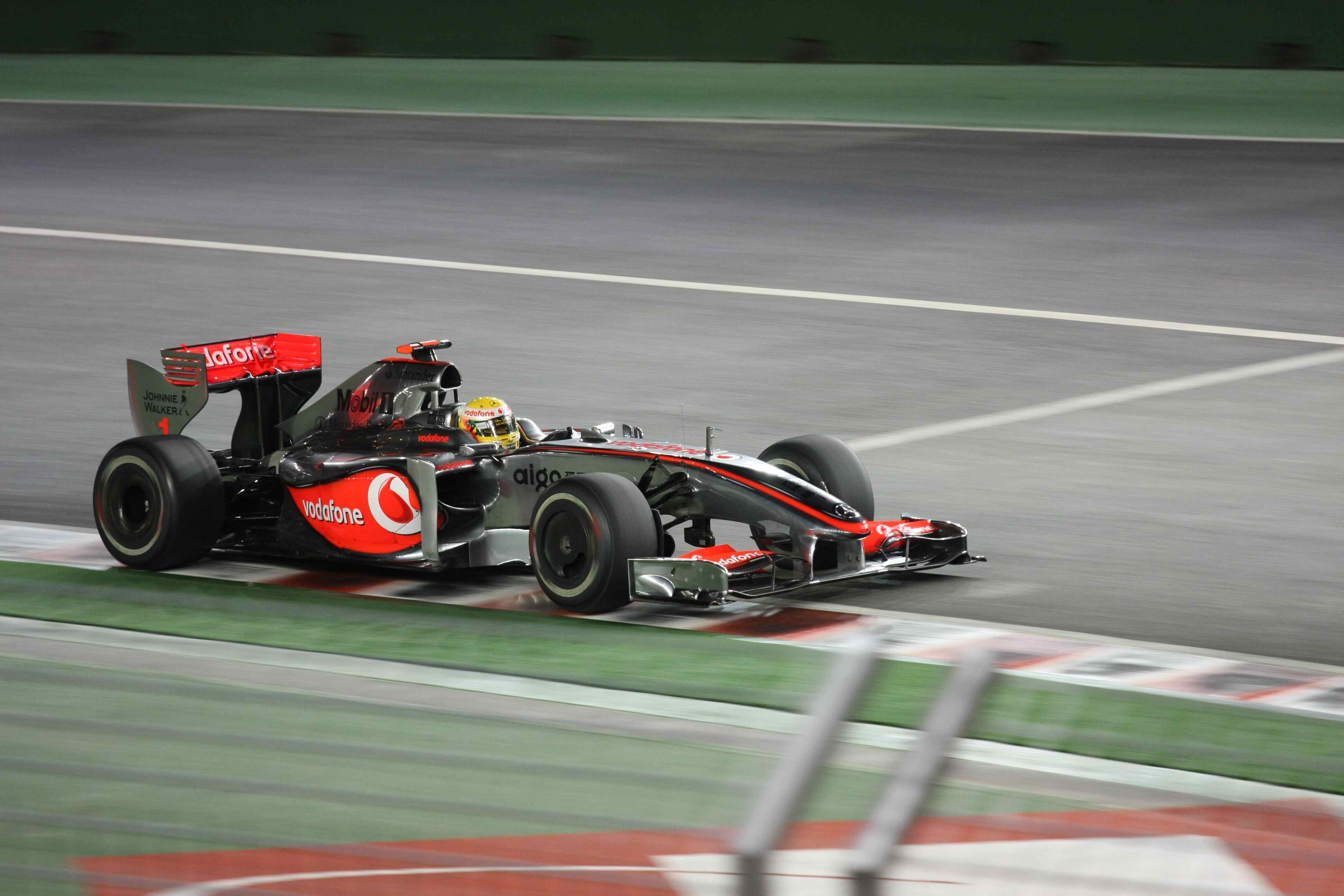
Hamilton auf dem Weg zum Sieg in Singapur

Obwohl er kein gutes Auto hatte, beendete er die nächsten drei Rennen in den Punkten. Darauf folgte eine längere Phase, in der Hamilton ohne Punkte blieb. Zum Teil lag es am schwachen McLaren, zum Teil an Hamilton selbst. So verunmöglichte ein Unfall im Qualifying in Monaco eine gute Startposition, die gerade in diesem Rennen wichtig ist. Beim Großen Preis von Deutschland fiel Hamilton nach einer Startkollision in aussichtsreicher Position ans Ende des Feldes zurück. Umso überraschender war seine Leistung in Ungarn. Mit einem guten Start und einer guten Strategie gewann Hamilton sein erstes Rennen in dieser Saison. Beim nächsten Rennen in Valencia schien es, als ob Hamilton erneut gewinnen würde, allerdings verunmöglichte ihm ein schlechter Boxenstopp einen weiteren Sieg und er wurde Zweiter. In Italien erreichte Hamilton erneut eine Pole-Position, musste sich im Rennen allerdings den beiden Brawn-Piloten geschlagen geben. Seinen dritten Platz, den er bis zur letzten Runde belegte, rettete Hamilton nicht ins Ziel, da er zwischen den Lesmo-Kurven die Kontrolle über seinen Rennwagen verlor. Dafür nutzte er seine Pole-Position beim nächsten Rennen in Singapur, um erneut ein Rennen zu gewinnen. Nachdem er bei den folgenden zwei Rennen jeweils Dritter geworden war, eroberte Hamilton beim Saisonfinale in Abu Dhabi erneut die Pole-Position. Im Rennen behielt er zunächst die Führung, distanzierte sich aber nicht wie erhofft von Vettel, der mit mehr Benzin gestartet war. Kurz nachdem Vettel nach den ersten Boxenstopps die Führung übernommen hatte, musste Hamilton das Rennen mit Bremsproblemen vorzeitig beenden. Am Saisonende belegte er den fünften Gesamtrang mit 49 Punkten. Hamilton, der seinen Teamkollegen Kovalainen schon im Vorjahr im Griff gehabt hatte, setzte sich 2009 noch deutlicher von dem Finnen ab und war somit auch mit dafür verantwortlich, dass sich McLaren zum Saisonende von Kovalainen trennte.

##### 2010

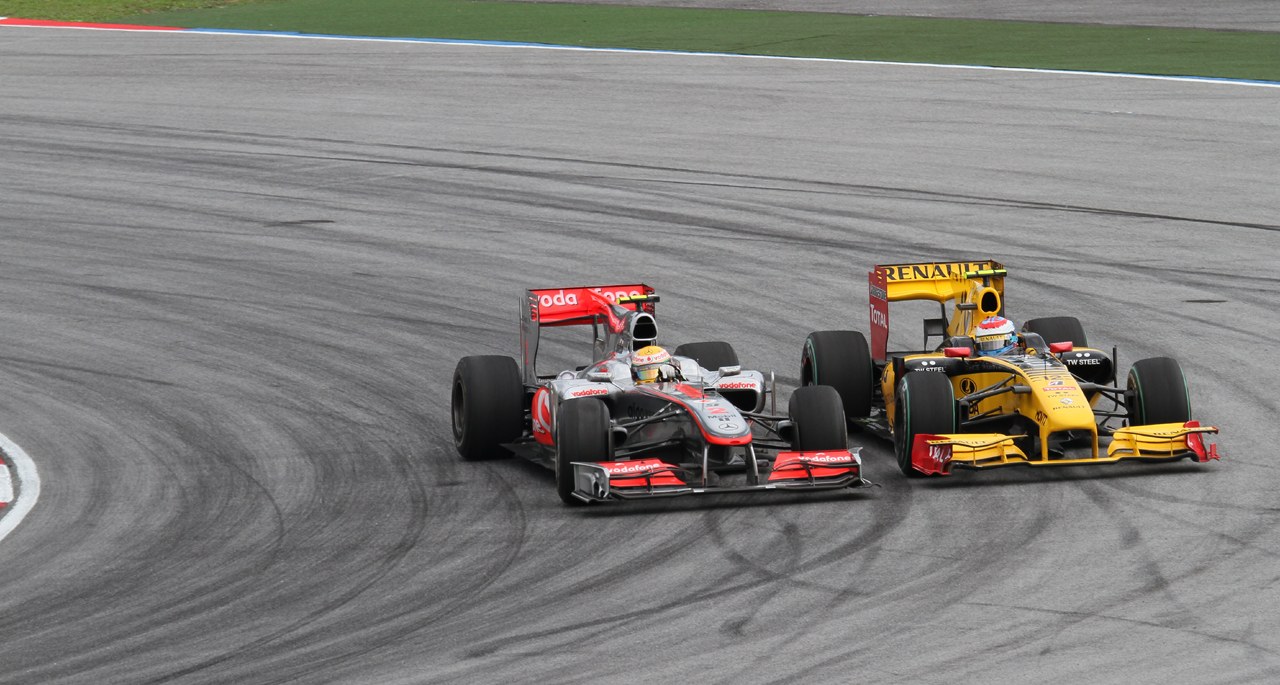
Beim Großen Preis von Malaysia zeigte Hamilton (links) einige Überholmanöver. Unter anderem fuhr er an Witali Petrow (rechts) vorbei

Hamiltons neuer Teamkollege für die Saison 2010 wurde der amtierende Weltmeister Jenson Button. Nachdem Hamilton mit einem dritten Platz in Bahrain gut in die Saison gestartet war, lief es für ihn beim Großen Preis von Australien nicht so gut. Zunächst wurde sein Privatauto am Freitag nach Burnouts auf öffentlichen Straßen von der Polizei beschlagnahmt und Hamilton wegen unsachgemäßer Benutzung eines Fahrzeugs vorgeladen. Auch auf der Rennstrecke lief es nicht gut. Nachdem es ihm auf Platz drei liegend nicht gelungen war, an dem vor ihm platzierten Kubica vorbei zu fahren, entschied sich sein Team für eine Strategieänderung und wechselte abermals die Reifen. Hamilton büßte durch den zusätzlichen Stopp seine Position ein und schaffte es nach einer Aufholjagd auf Platz fünf liegend nicht an seinem ehemaligen Teamkollegen Alonso vorbei. Wenige Runden vor Schluss kollidierte er beim Versuch Alonso zu überholen mit Mark Webber und kam als Sechster ins Ziel. Beim Großen Preis von Malaysia wurde er, nachdem er als 20. ins Rennen gegangen war, nach einigen Überholmanövern im Rennen Sechster. Mit einem zweiten Platz in China hinter Button erzielte McLaren den ersten Doppelsieg in der Saison. Beim Europaauftakt in Spanien sah es zunächst danach aus, als ob er den zweiten Platz erneut erzielen könnte, jedoch fiel er zwei Runden vor Schluss mit einem Defekt am linken Vorderrad aus.

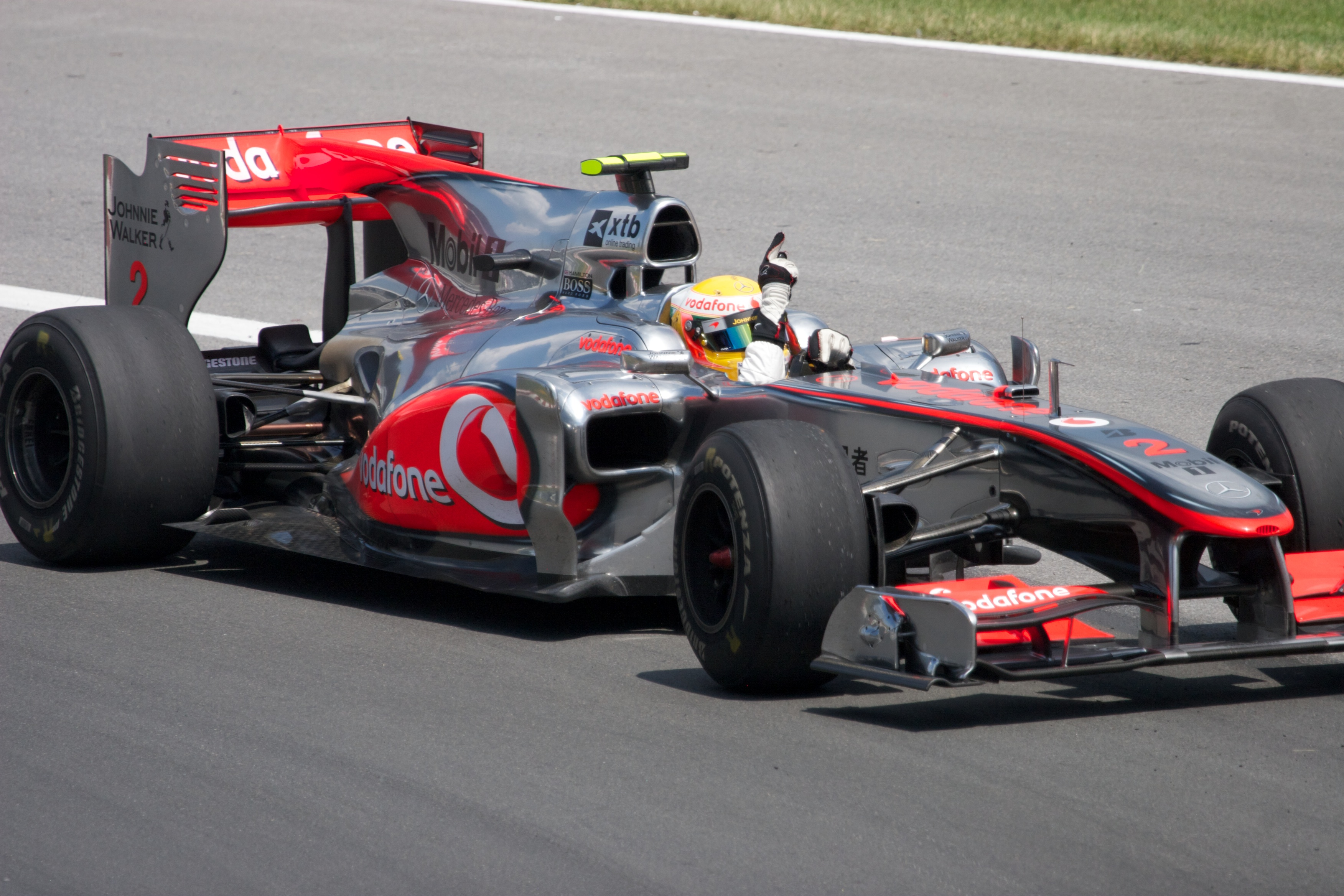
Hamilton feierte einen Sieg beim Großen Preis von Kanada

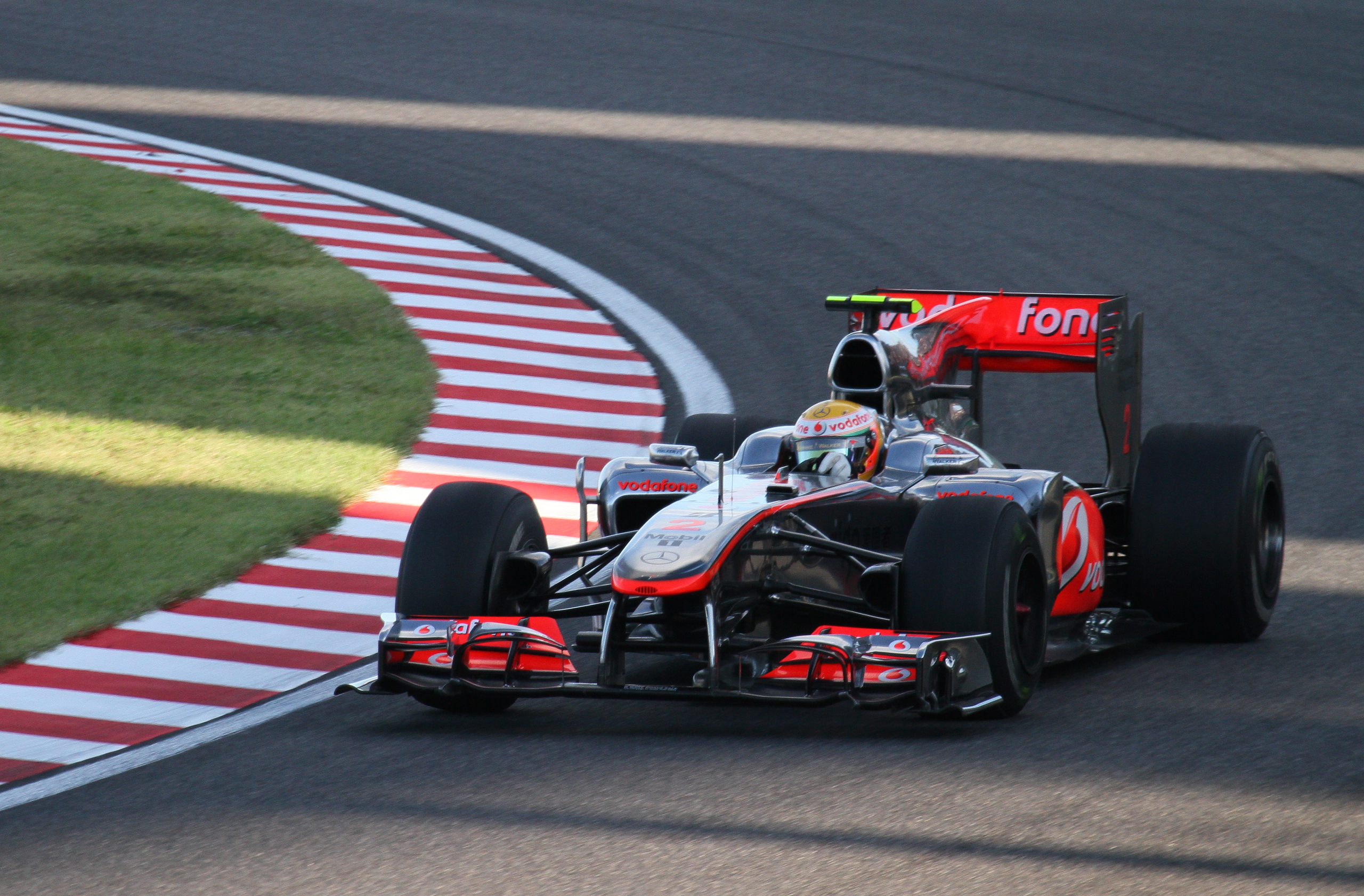
In Japan kam Hamilton auf dem fünften Platz ins Ziel

Nach einem fünften Platz in Monaco absolvierte Hamilton beim Großen Preis der Türkei seine ersten Führungsrunden der Saison und entschied das Rennen vor seinem Teamkollegen Button für sich. Dabei profitierte er von einer teaminternen Kollision der Red-Bull-Piloten, die nur knapp vor ihm lagen. Ein Rennen später, beim Großen Preis von Kanada, folgte ein weiterer Sieg für Hamilton, den er von der Pole-Position startend aus eigener Kraft erzielte. Mit diesem Erfolg übernahm Hamilton die Führung in der Fahrerweltmeisterschaft von Webber. Mit zwei zweiten Plätzen und einem vierten Platz in den folgenden drei Rennen, verteidigte der McLaren-Pilot die Führung in der Fahrerweltmeisterschaft bis zum Großen Preis von Ungarn. Auf dem Hungaroring musste er mit technischen Problemen aufgeben und kam zum ersten Mal in dieser Saison nicht in die Wertung. Er verlor die Führung an Webber.
Ein Rennen später, beim Großen Preis von Belgien gewann er sein drittes Rennen in der Saison 2010 vor Webber. Hamilton führte das Rennen von der ersten Runde an und kam am besten mit den wechselnden Wetterbedingungen zurecht. Er übernahm damit abermals die Weltmeisterschaftsführung, die er allerdings nur bis zum nächsten Grand Prix behielt. Bei den nächsten zwei Rennen folgten Ausfälle nach Kollisionen. In Italien schied er bereits in der ersten Runde nach einer Kollision mit Massa aus. Beim Großen Preis von Singapur kollidierte er, nachdem er nach einem Boxenstopp hinter Webber zurückgefallen war, beim Versuch seinen Gegner zu überholen mit ihm und fiel aus. Bei den nächsten drei Rennen kam er jeweils unter den ersten fünf Piloten ins Ziel und stand in Korea als Zweiter auf dem Podest. Mit 24 Punkten Rückstand auf den Führenden Alonso ging Hamilton mit einer theoretischen Titelchance ins letzte Rennen, dem Großen Preis von Abu Dhabi. Von Platz zwei startend wurde er Zweiter. Es reichte somit nicht zum Titel und er beendete die Saison auf dem vierten Platz mit 240 Punkten.

##### 2011

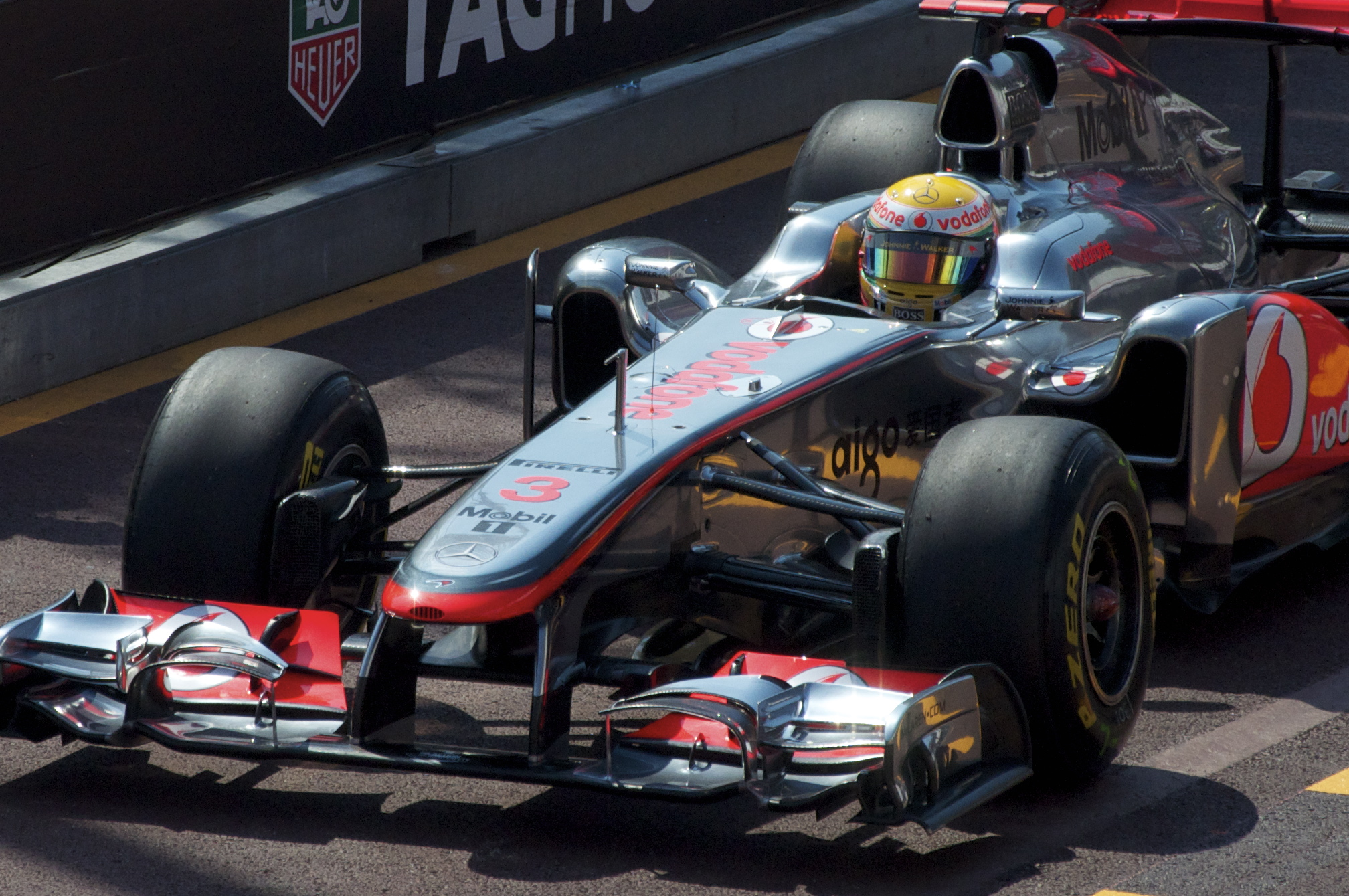
Hamilton beim Großen Preis von Monaco 2011

Nach einem zweiten Platz beim Großen Preis von Australien lag Hamilton auch in Malaysia zunächst auch auf dem zweiten Platz. In der zweiten Rennhälfte hatte er mit Reifenproblemen zu kämpfen und kam auf dem siebten Platz ins Ziel. Im Anschluss an das Rennen erhielt er allerdings, da er im Duell mit Alonso zu oft die Spur gewechselt hatte, eine 20-Sekunden-Strafe, wegen der er auf den achten Platz zurückfiel. In China verfügte Hamilton in der Endphase über bessere Reifen als seine Gegner. Er zeigte daher mehrere Überholmanöver und übernahm kurz vor dem Ende des Rennens die Führung von Vettel und gewann das Rennen. Beim fünften Rennen, dem Großen Preis von Spanien kam Hamilton auf dem zweiten Platz ins Ziel. Wie in China duellierte er sich in der Schlussphase mit Vettel um den Sieg, es gelang ihm jedoch nicht, den Deutschen überholen. In Monaco fiel Hamilton durch eine engagierte Fahrweise und zwei Kollisionen auf, für die er einmal mit einer Durchfahrtsstrafe und nach Rennende mit einer 20-Sekunden-Zeitstrafe belegt wurde. Wegen beleidigenden Äußerungen in einem Interview nach dem Rennen drohte ihm eine FIA-Sperre, die er durch Entschuldigung bei den Rennkommissaren abwendete. Ein Rennen später, beim Großen Preis von Kanada schied Hamilton nach einer Kollision mit seinem Teamkollegen aus.

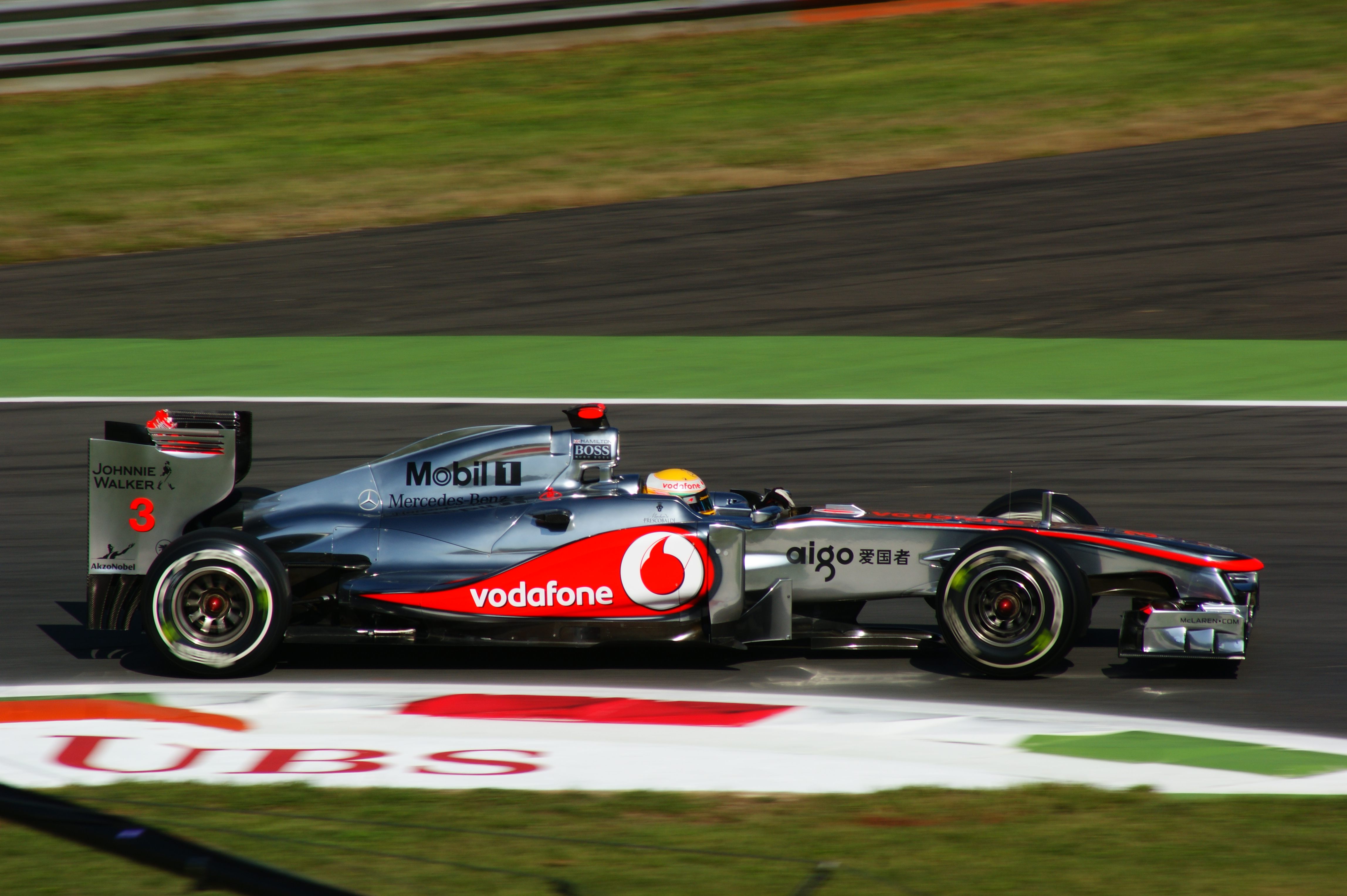
Hamilton beim Großen Preis von Italien 2011

Beim zehnten Rennen in Deutschland folgte Hamiltons zweiter Saisonsieg. Ein Rennen später in Ungarn hatte Hamilton die meisten Führungsrunden. Zum Sieg bei dem durch wechselnde Wetterbedingungen geprägten Rennen reichte es jedoch nicht, da er durch einen Dreher, eine falsche Strategie und eine Durchfahrtsstrafe auf den sechsten Platz zurückfiel und auf dem vierten Platz ins Ziel kam. Beim darauf folgenden Rennen in Belgien schied Hamilton nach einer selbstverschuldeten Kollision mit Kamui Kobayashi erneut aus. Nachdem er beim Großen Preis von Singapur infolge eines Fahrfehlers abermals mit dem Ferrari von Massa kollidiert war, war er einmal mehr heftiger Kritik aus dem Fahrerlager und der Presse ausgesetzt. In Korea stand er als Zweiter erneut auf dem Podest. Beim zweitletzten Rennen in Abu Dhabi entschied Hamilton den Grand Prix für sich. Nachdem der von der Pole-Position startende Vettel in der ersten Runde ausgefallen war, führte Hamilton das Rennen boxenstoppbereinigt durchgängig an. Am Saisonende belegte er den fünften Platz in der Weltmeisterschaft. Mit 227 zu 270 Punkten unterlag er Button, der Vizeweltmeister wurde, intern. Damit verlor er zum ersten Mal in seiner Formel-1-Karriere das Duell gegen seinen Teamkollegen.

##### 2012
2012 bestritt Hamilton seine sechste Saison für McLaren. Button war erneut sein Teamkollege. Bei den ersten zwei Rennen in Australien und Malaysia erzielte Hamilton die Pole-Position und kam auf dem dritten Platz ins Ziel. Ein Rennen später, in China, wurde Hamilton nach einem Getriebewechsel in der Startaufstellung um fünf Positionen auf den siebten Platz zurück versetzt. Im Rennen erreichte er abermals den dritten Platz und übernahm damit nach dem dritten Rennen die Führung in der Weltmeisterschaft, die er ein Rennen später wieder verlor. Im Qualifying zum Großen Preis von Spanien fuhr Hamilton die schnellste Runde und wurde anschließend von seinem Team angewiesen, die Auslaufrunde abzubrechen, um noch die erforderliche Mindestspritmenge im Tank zu behalten. Er wurde darauf disqualifiziert, da er die Auslaufrunde abgebrochen hatte, was nach dem Reglement verboten war. Hamilton hatte bereits beim Großen Preis von Kanada 2010 die Auslaufrunde abgebrochen. Er durfte das Rennen vom letzten Platz starten. Er erreichte das Ziel auf dem achten Platz.
Beim siebten Rennen in Kanada gewann Hamilton sein erstes Saisonrennen und übernahm damit die Führung in der Weltmeisterschaft. Ein Rennen später, beim Großen Preis von Europa verlor er diese wieder. Hamilton lag in der Schlussphase auf dem zweiten Platz. Nachdem zunächst Räikkönen an ihm vorbeigegangen war, befand er sich in einem Duell mit Pastor Maldonado. Die beiden berührten sich in der zweitletzten Runde und Hamilton musste sein Auto abstellen. Er wurde als 19. gewertet. Beim Großen Preis von Deutschland, seinem 100. Grand Prix, fiel Hamilton nach einem Reifenschaden weit zurück und lag zum Teil eine Runde zurück. Es gelang ihm in dieser Phase, die Zeiten der führenden Piloten mitzugehen und rundete sich gegen Vettel, der auf dem zweiten Platz lag, auf der Strecke zurück. Ein Rennen später, beim Großen Preis von Ungarn, gewann Hamilton von der Pole-Position startend. Dabei hielt er in der Schlussphase Räikkönen hinter sich. Zwei Rennen später in Italien gewann er ein weiteres Mal.
Beim darauf folgenden Großen Preis von Singapur schied Hamilton in Führung liegend mit einem technischen Problem aus. In der Woche nach dem Grand Prix wurde bekannt, dass er McLaren zur Formel-1-Weltmeisterschaft 2013 verlassen werde und einen Vertrag bei Mercedes unterschrieben hatte. Dort ersetzte er Michael Schumacher. Beim Großen Preis von Abu Dhabi fiel Hamilton ein weiteres Mal mit einem technischen Problem in Führung liegend aus. Zwei Wochen später gewann er den Großen Preis der USA auf der neuen Rennstrecke in Austin. Beim letzten Saisonrennen in Brasilien schied Hamilton nach einer Kollision mit Nico Hülkenberg in einem Duell um die Führung aus. Am Saisonende belegte er den vierten Platz in der Weltmeisterschaft und setzte sich mit 190 zu 188 Punkten knapp gegen Button durch.

#### Mercedes (2013–2024)

##### 2013
Ab der Saison 2013 stand Hamilton bei Mercedes in der Formel 1 unter Vertrag, wo er zunächst bis zum Ende der Saison 2015 unterschrieb. Er wurde Teamkollege von Nico Rosberg. Bereits beim zweiten Rennen in Malaysia erzielte Hamilton mit einem dritten Platz seine erste Podest-Platzierung für Mercedes. Allerdings wurde Rosberg, der direkt hinter ihm ins Ziel kam, mehrfach von der Teamleitung zu verstehen gegeben, Hamilton nicht zu überholen. Beim darauf folgenden Großen Preis von China erzielte Hamilton die erste Pole-Position als Mercedes-Pilot. Im Rennen folgte mit einem dritten Platz eine weitere Podest-Platzierung. Nach drei Rennen ohne Podest-Platzierung wurde Hamilton in Kanada wieder Dritter. Bei seinem Heimrennen in Großbritannien führte Hamilton das Rennen von der Pole-Position startend zunächst an. Nachdem er durch einen Reifenschaden weit zurückgefallen war, holte er sukzessive auf und wurde Vierter. Eine Woche später in Deutschland startete Hamilton erneut von der Pole-Position, verlor schon beim Start die Führung und wurde Fünfter. Beim darauf folgenden Rennen, dem Großen Preis von Ungarn, erzielte Hamilton seinen ersten Sieg für Mercedes von der Pole-Position startend. Ein Rennen später in Belgien startete Hamilton erneut von der Pole-Position. Er verlor die Führung in der Startphase und kam auf dem dritten Platz ins Ziel. Hamilton erzielte 189 Punkte und beendete die Saison auf dem vierten Platz. Damit setzte er sich intern gegen Rosberg durch, der 171 Punkte geholt hatte.

##### 2014 (zweiter Weltmeistertitel)
2014 bildeten Hamilton und Rosberg erneut das Fahrerduo von Mercedes. Bei Einführung der permanenten Formel-1-Startnummern wählte Hamilton die 44, um seine Initialen auf dem Helm darstellen zu können und weil er diese Nummer im Kartsport hatte.

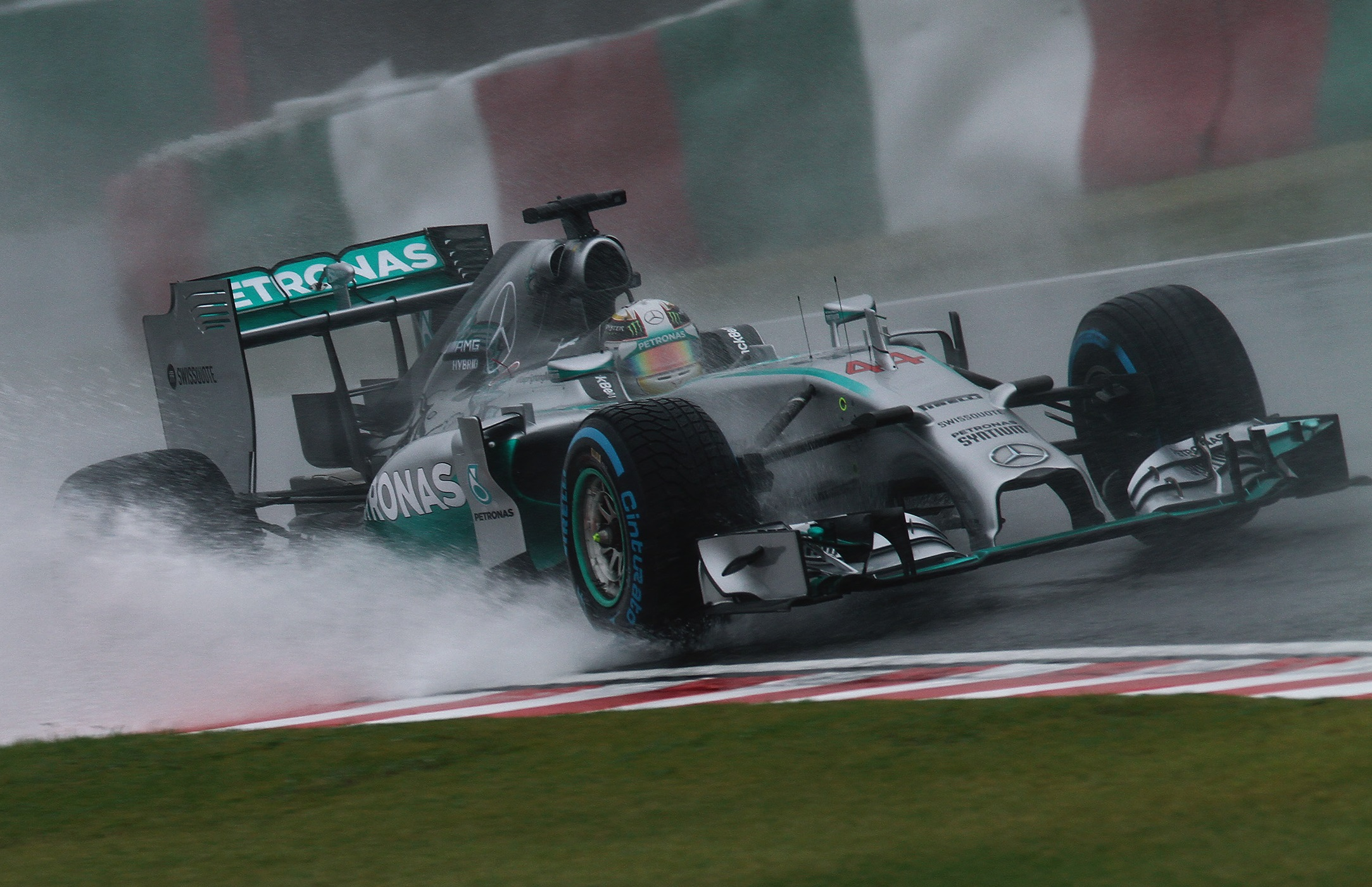
Hamilton beim Großen Preis von Japan 2014

Beim Saisonauftakt in Australien erzielte Hamilton die Pole-Position. Im Rennen schied er mit Motorenproblemen vorzeitig aus. Zwei Wochen später in Malaysia gewann Hamilton von der Pole-Position startend. Beim darauf folgenden Rennen in Bahrain erzielte er seinen zweiten Saisonsieg. Dabei lieferte er sich ein Duell gegen Rosberg, den er durchgängig hinter sich hielt. Beim Großen Preis von China 2014 erreichte Hamilton zum 34. Mal die Pole-Position und wurde damit in der Pole-Statistik erfolgreichster britischer Rennfahrer. Im Rennen gelang Hamilton ein weiterer Start-Ziel-Sieg. Im nächsten Rennen in Spanien gewann Hamilton erneut und übernahm damit die Führung der Weltmeisterschaft von seinem Teamkollegen Rosberg. Die Führung verlor er bereits beim nächsten Rennen in Monaco wieder an seinen Teamkollegen. Hamilton wurde bei dem Rennen Zweiter hinter Rosberg. Beim darauf folgenden Grand Prix in Kanada schied Hamilton mit einem Bremsdefekt aus. Zwei Wochen später erreichte Hamilton beim Großen Preis von Österreich von der neunten Position startend den zweiten Platz. Im folgenden Rennen in Großbritannien gewann er sein fünftes Saisonrennen. Zwei Wochen später fuhr Hamilton in Deutschland vom 20. Startplatz auf den dritten Platz. Beim nächsten Rennen in Ungarn startete er nach einem technischen Defekt im Qualifying aus der Box und fuhr erneut bis auf den dritten Platz vor. Einen Grand Prix später in Belgien kollidierte Hamilton in Führung liegend mit seinem Teamkollegen Rosberg, wobei Rosbergs Frontflügel seinen Hinterreifen aufschlitzte. Hamilton fiel weit zurück und gab kurz vor Ende auf. Beim nächsten Rennen, dem Großen Preis von Italien, fiel Hamilton von der Pole-Position startend in der ersten Runde auf den vierten Platz zurück. Im Verlauf des Rennens ging er auf der Strecke an den drei Piloten vor ihm vorbei und gewann das Rennen. Zwei Wochen später entschied er den Großen Preis von Singapur für sich und übernahm damit wieder die Führung in der Weltmeisterschaft. Auch die darauf folgenden Grands Prix in Japan, Russland und den USA gewann Hamilton. Damit überbot er Nigel Mansell und wurde nach Siegen erfolgreichster britischer Fahrer. Eine Woche nach dem Großen Preis der USA wurde Hamilton beim Großen Preis von Brasilien Zweiter. Er setzte dabei seinen Teamkollegen Rosberg, der gewann, in der Schlussphase durchgängig unter Druck. Vor dem letzten Rennen in Abu Dhabi hatten nur noch Hamilton und Rosberg eine Titelchance, wobei Hamilton ein zweiter Platz unabhängig von Rosbergs Ergebnis reichte. Bei dem Rennen wurden einmalig in der Geschichte der Formel 1 doppelte Punkte zum Finale vergeben. Hamilton überholte Rosberg beim Start und ging in Führung. Nachdem Rosberg im Rennen technische Probleme bekommen hatte, reduzierte Hamilton sein Tempo, um ins Ziel zu kommen. Er entschied dennoch das Rennen für sich und erzielte seinen elften Saisonsieg. Hamilton gewann damit zum zweiten Mal nach 2008 den Weltmeistertitel. Es war der erste Fahrerweltmeistertitel mit einem Mercedes-Chassis seit 1955. Insgesamt erzielte er in der Saison 384 Punkte, während Rosberg auf deren 317 kam.

##### 2015 (dritter Weltmeistertitel)
2015 blieben Hamilton und Rosberg bei Mercedes. Hamilton verzichtet auf die Verwendung der Startnummer 1, die dem Weltmeister zusteht, und tritt weiterhin mit der Nummer 44 an. Den Saisonauftakt in Australien gewann er von der Pole-Position startend. Nach einem zweiten Platz beim zweiten Rennen in Malaysia erzielte Hamilton in China und Bahrain weitere Siege. Beim fünften Rennen in Spanien wurde Hamilton Zweiter. Im folgenden Rennen in Monaco führte Hamilton das Rennen von der Pole-Position startend dominant an. In einer Safety-Car-Phase traf sein Team eine Fehlentscheidung und holte ihn zu einem weiteren Stopp an die Box. Dadurch verlor Hamilton die Führung und fiel auf den dritten Platz zurück. Trotz frischerer Reifen war er nicht in der Lage, den vor ihm fahrenden Vettel auf dem engen Straßenkurs zu überholen. Zwei Wochen später gewann Hamilton den Großen Preis von Kanada. In Österreich wurde er Zweiter. Anschließend gewann er sein Heimrennen in Großbritannien. Nach einem sechsten Platz in Ungarn gewann Hamilton den Großen Preis von Belgien und den Großen Preis von Italien. Beim Großen Preis von Singapur qualifizierte sich Hamilton zum ersten Mal in dieser Saison nicht für die erste Startreihe und ging vom fünften Platz ins Rennen, in dem er mit einem technischen Defekt ausfiel. Eine Woche später in Japan übernahm Hamilton die Führung beim Start und gewann das Rennen. Auch den darauf folgenden Großen Preis von Russland gewann er. Mit einem weiteren Sieg beim anschließenden Großen Preis der USA sicherte sich Hamilton im viertletzten Saisonrennen seinen dritten Gewinn des Formel-1-Fahrerweltmeistertitels. Nach seinem Titelgewinn wurde Hamilton Zweiter in Mexiko, Brasilien und Abu Dhabi, während Rosberg die Rennen gewann. Hamilton lag in der Meisterschaft schließlich mit 381 zu 322 Punkten vor Rosberg.

##### 2016

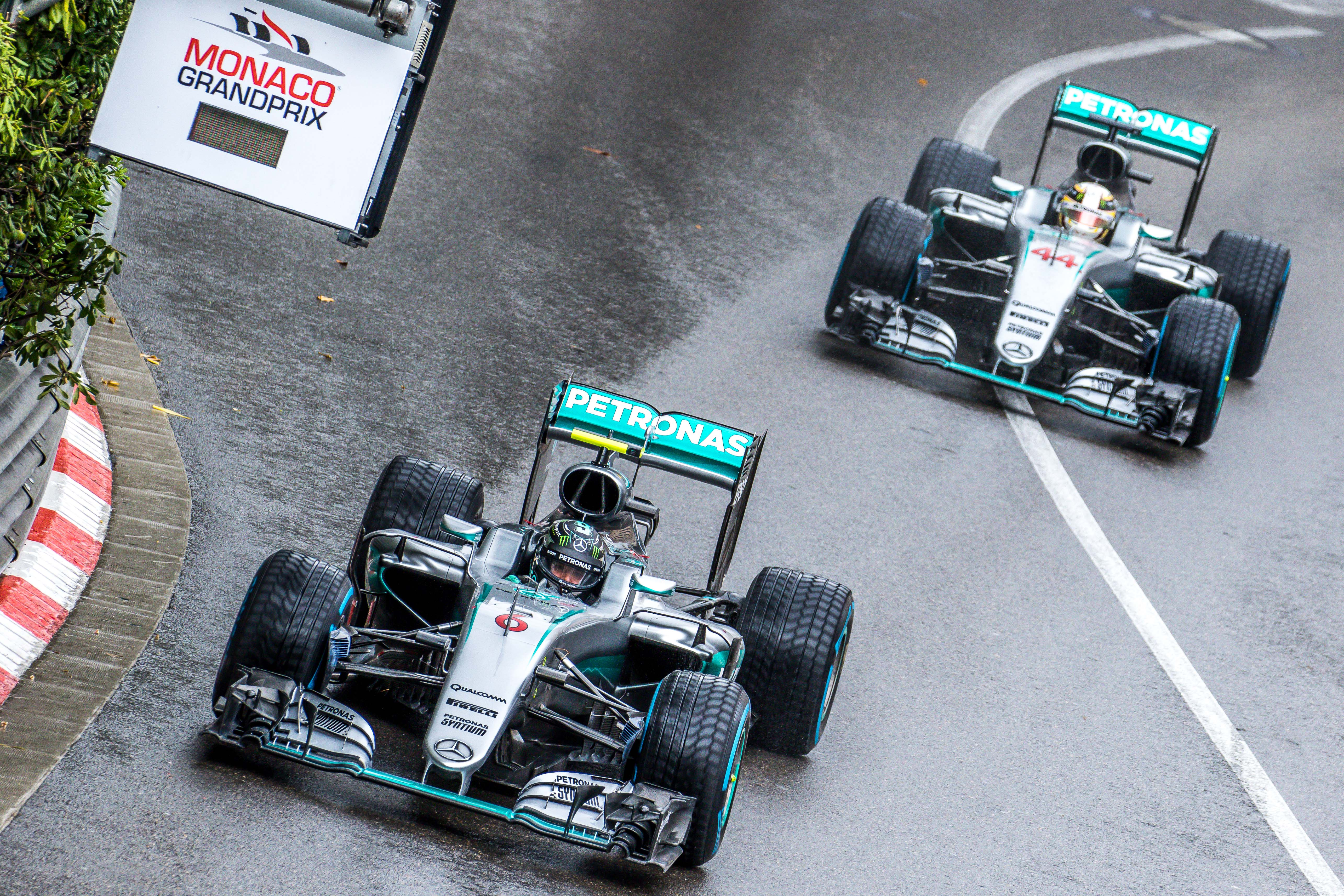
Lewis Hamilton und Nico Rosberg beim Großen Preis von Monaco 2016

2016 bildeten Hamilton und Rosberg erneut das Mercedes-Fahrerduo. Beim Saisonauftakt in Australien wurde Hamilton Zweiter, in Bahrain Dritter und in China Siebter, nachdem er im Qualifying Motorenprobleme hatte und vom 22. Platz gestartet war. Beim Großen Preis von Russland erreichte er erneut den zweiten Platz. Ein Rennen später in Spanien kollidierte Hamilton in der Anfangsphase mit Rosberg und schied aus. Beim darauf folgenden Großen Preis von Monaco gewann Hamilton sein erstes Saisonrennen. Im Gegensatz zu allen anderen Fahrern der Spitzengruppe wendete er dabei eine Ein-Stopp-Strategie anstelle einer Zwei-Stopp-Strategie an. Auch das nächste Rennen in Kanada entschied Hamilton für sich. Nach einem fünften Platz beim Großen Preis von Europa gewann Hamilton den Großen Preis von Österreich. Bei dem Rennen kam es in der letzten Runde im Kampf um den Sieg mit seinem Teamkollegen Rosberg zu einer Berührung. Auch die darauf folgenden Rennen in Großbritannien und Ungarn entschied Hamilton für sich. Damit übernahm er die Führung in der Weltmeisterschaft von Rosberg. Ein Rennen später, beim Großen Preis von Deutschland, gewann er erneut. Beim darauf folgenden Großen Preis von Belgien startete Hamilton wegen mehrerer Motorenstrafen vom 21. Platz. Im Rennen fuhr er auf den dritten Platz vor. Eine Woche später in Italien wurde er Zweiter und darauf Dritter in Singapur, womit er die Weltmeisterschaftsführung an Rosberg verlor, der alle drei Rennen gewann. Beim anschließenden Großen Preis von Malaysia schied Hamilton, der mit großem Vorsprung in Führung lag, mit einem Motorschaden aus. Eine Woche später wurde er Dritter in Japan. Nach fünf Rennen ohne Sieg gewann Hamilton den Großen Preis der USA und eine Woche später den Großen Preis von Mexiko. Auch den anschließenden Großen Preis von Brasilien entschied er für sich. Hamilton ging als Zweiter der Weltmeisterschaft hinter seinem Teamkollegen Rosberg ins letzte Saisonrennen, dem Großen Preis von Abu Dhabi. Zwar gewann er, Rosberg reichte aber ein zweiter Platz zum Titelgewinn. Mit 380 zu 385 Punkten wurde Hamilton schließlich Zweiter hinter Rosberg, der erstmals Weltmeister wurde. Mercedes gewann in diesem Jahr erneut die Konstrukteursweltmeisterschaft.

##### 2017 (vierter Weltmeistertitel)
Nachdem Rosberg zum Saisonende 2016 aus der Formel 1 ausgestiegen war, erhielt Hamilton für die Formel-1-Weltmeisterschaft 2017 bei Mercedes mit Valtteri Bottas einen neuen Teamkollegen. Beim Saisonauftakt in Australien wurde er Zweiter. Anschließend gewann er in China. Nach einem zweiten und vierten Platz entschied er den Großen Preis von Spanien für sich. Außerdem gewann er den Großen Preis von Kanada. Nach zwei Rennen ohne Podest-Platzierung gewann Hamilton sein Heimrennen in Großbritannien. Bei seinem 200. Grand Prix in Belgien erzielte Hamilton zunächst seine 68. Pole-Position. Damit zog er mit dem bisher alleinigen Rekordhalter Michael Schumacher gleich. Anschließend gewann er das Rennen. Eine Woche später in Italien wurde Hamilton mit seiner 69. Pole-Position zunächst zum alleinigen Rekordhalter. Anschließend übernahm er mit einem Sieg die Weltmeisterschaftsführung. Auch das nächste Rennen in Singapur gewann er. Zwei Wochen später wurde er beim Großen Preis von Malaysia Zweiter und danach entschied er die Rennen in Japan und in den USA für sich. Anschließend reichte ihm ein neunter Platz beim Großen Preis von Mexiko zum vorzeitigen Gewinn der Weltmeisterschaft im drittletzten Saisonrennen. Hamilton erreichte bei jedem Rennen eine Top-10-Platzierung und lag am Ende mit 363 zu 317 Punkten vor Vettel.

##### 2018 (fünfter Weltmeistertitel)
Beim Saisonauftakt in Australien wurde er Zweiter, beim darauf folgenden Großen Preis von Bahrain Dritter. Das vierte Rennen in Aserbaidschan und das fünfte in Spanien gewann er. Auch beim Großen Preis von Frankreich gewann er. Beim Großen Preis von Österreich schied er das erste Mal nach 33 Zielankünften in Folge mit einem Benzindruckproblem aus und hält damit den Rekord für die meisten Zielankünfte in den Punkten in Folge, den vorher Kimi Raikkönen mit 27 Ankünften innehatte. Ein Rennen später in Großbritannien wurde er Zweiter, nachdem er in der ersten Runde ans Ende des Feldes zurückgefallen war. Anschließend gewann er den Großen Preis von Deutschland von Platz 14 startend. Auch den darauf folgenden Großen Preis von Ungarn entschied er für sich. Nach der anschließenden Sommerpause wurde Hamilton Zweiter in Belgien. Darauf gewann er den Großen Preis von Italien, den Großen Preis von Singapur, den Großen Preis von Russland und den Großen Preis von Japan. Anschließend erreichte er Platz drei in den USA. Eine Woche später reichte Platz vier beim Großen Preis von Mexiko zum vorzeitigen Gewinn seines fünften Weltmeistertitels. Damit wurde er nach Juan Manuel Fangio und Michael Schumacher zum dritten Fahrer, der zum fünften Mal Formel-1-Weltmeister wurde. Nach seinem Titelgewinn gewann Hamilton in Brasilien und Abu Dhabi und beendete die Saison mit 408 zu 320 Punkten vor Vettel.

##### 2019 (sechster Weltmeistertitel)

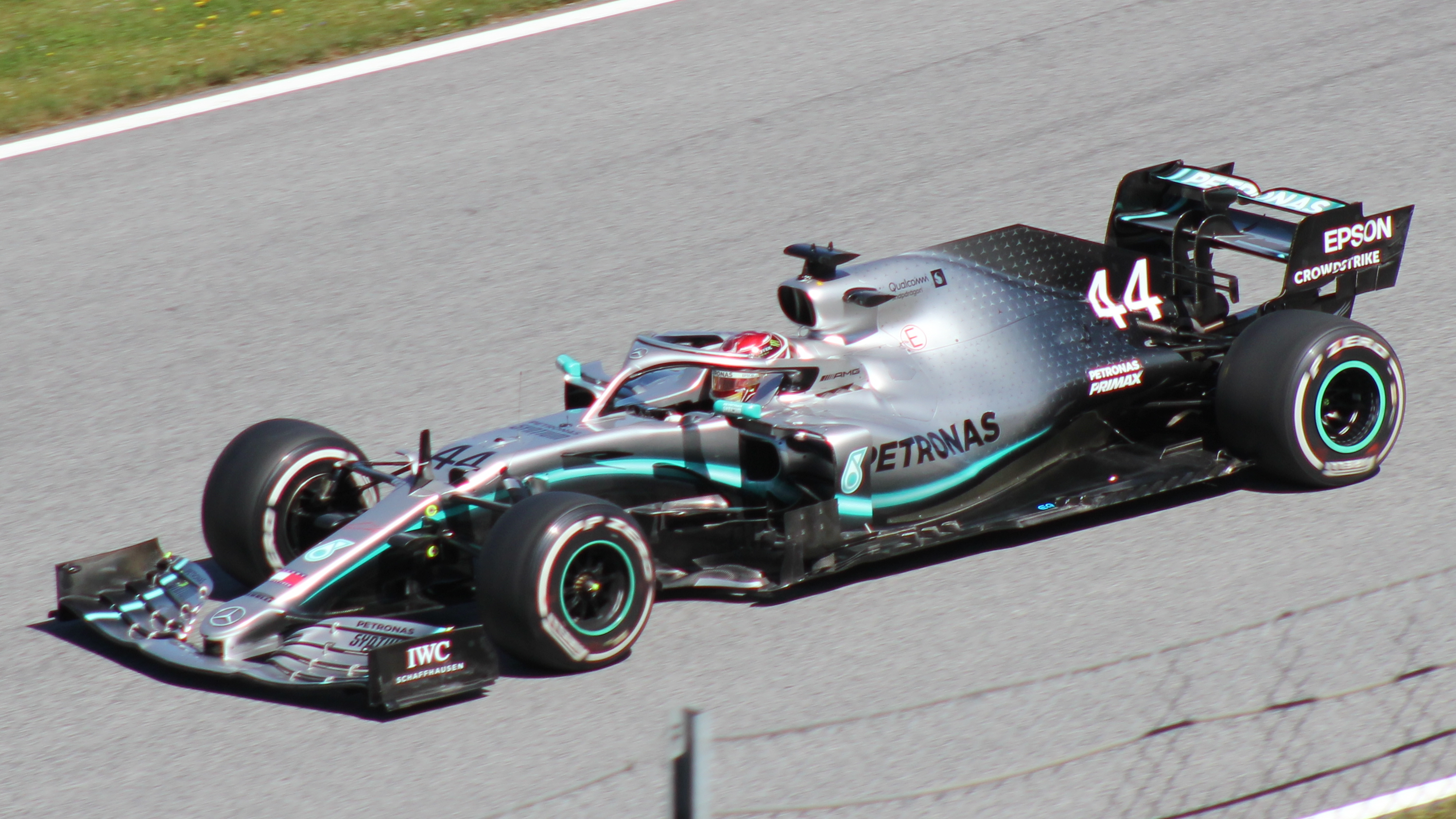
Lewis Hamilton beim Großen Preis von Österreich 2019

Hamilton steht bis Ende 2020 bei Mercedes unter Vertrag. Er startete mit einem zweiten Platz in Australien hinter seinem Teamkollegen Valtteri Bottas in die Saison. Beim darauf folgenden Großen Preis von Bahrain erzielte er seinen ersten Saisonsieg. Anschließend gewann er auch in China. Anschließend wurde er Zweiter beim Großen Preis von Aserbaidschan. Er siegte außerdem in Spanien, Monaco, Kanada, Frankreich, Großbritannien sowie Ungarn. In Belgien wurde er Zweiter, in Italien Dritter. Er gewann den Großen Preis von Russland und wurde danach in Japan Dritter. Dem folgte ein Sieg in Mexiko. Eine Woche später reichte Platz zwei beim Großen Preis der USA zum vorzeitigen Gewinn seines sechsten Titels. Damit schloss er zu Michael Schumacher auf als zweiter Fahrer mit sechs Formel-1-Weltmeistertiteln. Beim folgenden Rennen in Brasilien wurde er ursprünglich Dritter. Wegen einer nachträglichen Zeitstrafe nach einer Kollision mit Alexander Albon fiel er jedoch auf den siebten Platz zurück. Er schloss die Saison mit einem Sieg in Abu Dhabi ab. Dabei überbot er mit 413 Punkten auch die Höchstpunktzahl von 408 in einer Saison, die er selbst im Jahr davor aufgestellt hatte. Weiter erzielte er einen Grand Slam, indem er von der Pole-Position aus das gesamte Rennen in Führung lag und auch die schnellste Rennrunde fuhr.

##### 2020 (siebter Weltmeistertitel)

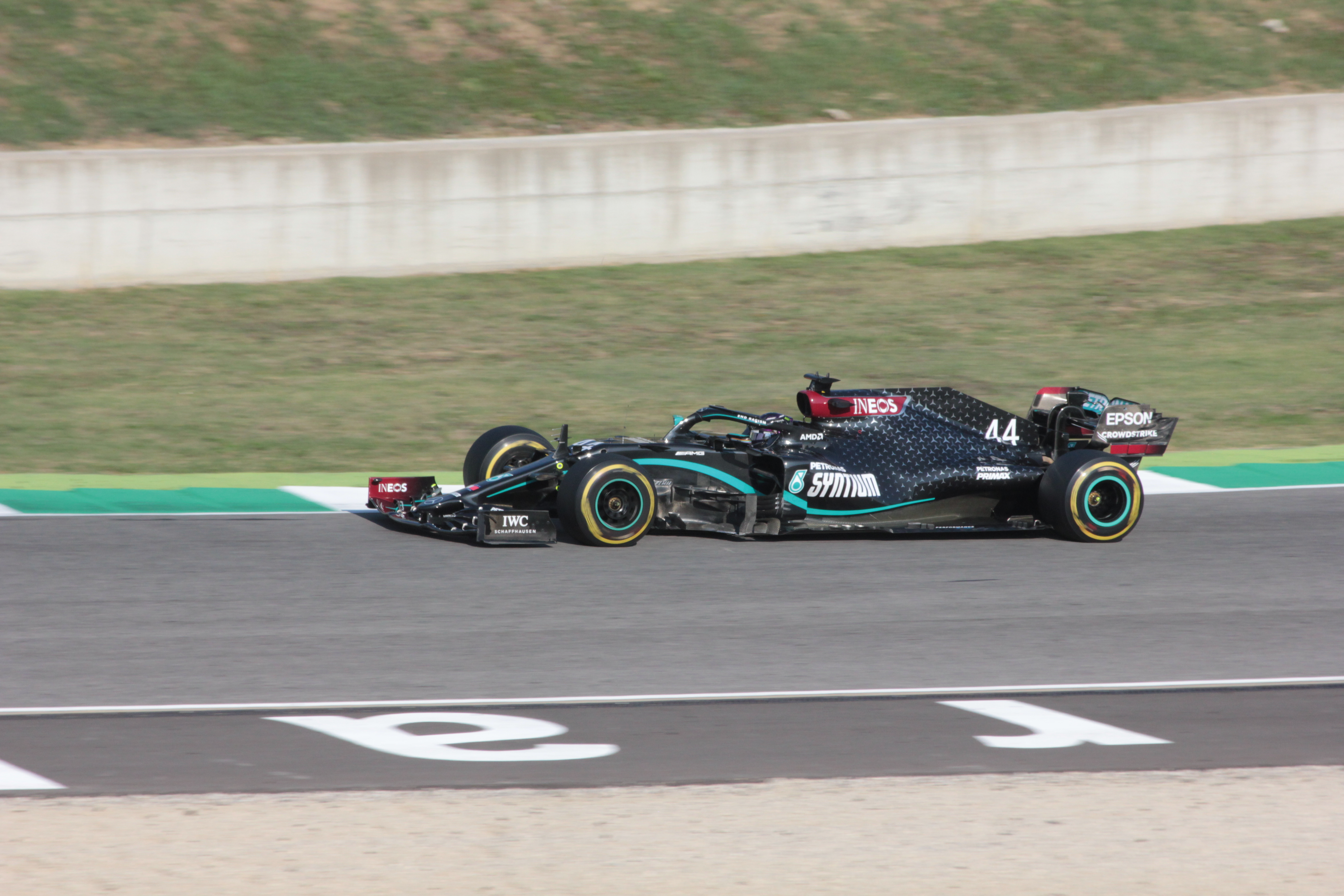
Lewis Hamilton beim Großen Preis der Toskana 2020

Beim aufgrund der COVID-19-Pandemie verspäteten Saisonstart in Österreich kam der amtierende Weltmeister als Zweiter hinter seinem Teamkollegen Valtteri Bottas ins Ziel. Allerdings erhielt er nach einem Zwischenfall mit Alexander Albon eine Fünf-Sekunden-Strafe und wurde nur als Vierter gewertet. Eine Woche später gewann er den Großen Preis der Steiermark, welcher ebenfalls auf dem Red Bull Ring ausgetragen wurde. Direkt danach triumphierte er auch in Ungarn. Mit seinem insgesamt achten Sieg dort zog er in puncto Siege beim gleichen Grand Prix mit dem bisherigen Rekordhalter Michael Schumacher gleich, der achtmal den Großen Preis von Frankreich in Magny-Cours gewann. In der Folge siegte Hamilton auch beim nächsten Rennen in Großbritannien. Er holte einen seiner spektakulärsten Triumphe, da er die Hälfte der letzten Runde mit einem Reifenschaden links vorne absolvierte und mit 5,8 Sekunden vor Max Verstappen ins Ziel kam. Es war zudem ein Novum in der Geschichte der Rennserie, dass ein Pilot einen Grand Prix mit nur drei intakten Reifen gewann. Dieser Sieg war auch statistisch besonders, weil er damit zwei weitere Rekorde aufstellte: 1.) Den der meisten Heimsiege mit sieben. Bisher teilte er sich den Bestwert mit dem Franzosen Alain Prost, der sechsmal in Frankreich gewann. 2.) Dies war sein 20. Start-Ziel-Sieg. Er übertraf somit Ayrton Senna, der, wie Hamilton zuvor, ebenfalls 19 Start-Ziel-Siege hat. Beim folgenden Großen Preis des 70-jährigen Jubiläums wurde er Zweiter und egalisierte damit Michael Schumachers Bestmarke von 155 Podien. Eine Woche später in Spanien gewann er erneut, womit er alleiniger Rekordhalter in dieser Statistik wurde. Anschließend gewann er in Belgien mit einem weiteren Start-Ziel-Sieg. Dabei überbot er einen weiteren Bestwert von Michael Schumacher, nämlich den der meisten Führungskilometer. Beim Qualifying zum Großen Preis von Italien erzielte er auf dem Weg zur Pole-Position die höchste, jemals gefahrene Durchschnittsgeschwindigkeit auf eine Runde. Im Rennen führte er anschließend bis zur Hälfte, bevor er während einer Safety-Car-Phase, ausgelöst durch den stehengebliebenen Wagen von Kevin Magnussen an der Boxeneinfahrt, in selbige fuhr, obwohl sie wegen der Bergung des Haas geschlossen war. Hamilton übersah vorher die elektronischen Lichtsignale, welche dieses anzeigten. Dafür bekam er eine Zehn-Sekunden-Stop-And-Go-Strafe, die ihn nach dem Re-Start zunächst ans Ende des Feldes warf. Am Ende wurde er noch Siebter und fuhr seine 50. schnellste Rennrunde. Außerdem stellte er zwei weitere Rekorde ein: 1.) Den der meisten Punkte-Platzierungen (221) von Michael Schumacher. 2.) Den der meisten der Zielankünfte in Folge (41) von Nick Heidfeld. Im Gegensatz zu Heidfeld war Hamilton sogar bei all diesen Rennen in den Punkterängen. Beim direkt folgenden Großen Preis der Toskana siegte Hamilton. Seitdem hält er die Bestwerte bei den Punkteplatzierungen sowie den Zielankünften in Folge. Eine Kontroverse gab es beim anschließenden Großen Preis von Russland, als er zwei Fünf-Sekunden-Strafen erhielt. Er befand sich bei zwei Übungsstarts auf dem Weg in die Startaufstellung nicht im dafür vorgesehenen Bereich ausgangs der Boxengasse. Am Ende schloss er das Rennen als Dritter ab. Es war seine 226. Platzierung in den Top Ten, womit er den Rekord von Michael Schumacher einstellte. Da die Punkteränge nach und nach erweitert wurden, ist diese Statistik noch aussagekräftiger, als die der reinen Punkteplatzierungen. Beim Großen Preis der Eifel holte er seinen 91. Sieg. Damit zog er mit dem Rekord von Michael Schumacher gleich. Zudem erzielte er in diesem Rennen seine 227. Platzierung unter den ersten Zehn, womit er nun auch in dieser Statistik neuer Führender ist. In Portugal wurde er mit seinem 92. Triumph neuer Rekordsieger. Eine Woche später gewann er auch in der Emilia-Romagna. Dies war sein 72. Erfolg mit Mercedes, womit er Michael Schumachers Bestwert der meisten Siege für ein Team eingestellt hat, dem das bei Ferrari gelang. Mercedes wurde bei dem Rennen zum siebten Mal in Folge Konstrukteursweltmeister, was ein neuer Rekord ist. Mit einem weiteren Sieg in der Türkei sicherte sich Hamilton vorzeitig seinen siebten Weltmeistertitel, wodurch er mit dem bisherigen Rekordhalter Michael Schumacher gleichzog. Dies ist sein sechster WM-Titel mit Mercedes, womit er den Rekord an Titeln für das gleiche Team übertraf, den er sich zuvor mit Michael Schumacher (fünf Weltmeisterschaften mit Ferrari) geteilt hatte. Darüber hinaus wurde er mit seinem 73. Rennsieg beim selben Team auch in dieser Wertung neuer Führender. Auch den Großen Preis von Bahrain gewann er. Kurz danach wurde Hamilton positiv auf COVID-19 getestet und verpasste deswegen das vorletzte Saisonrennen, den Großen Preis von Sachir. Im Vorfeld des Großen Preises von Abu Dhabi 2020 wurde er negativ auf Corona getestet und durfte dort teilnehmen. Er schloss die Saison mit einem dritten Platz ab. Am Jahresende hatte er 347 Punkte in der Fahrerwertung.

##### 2021

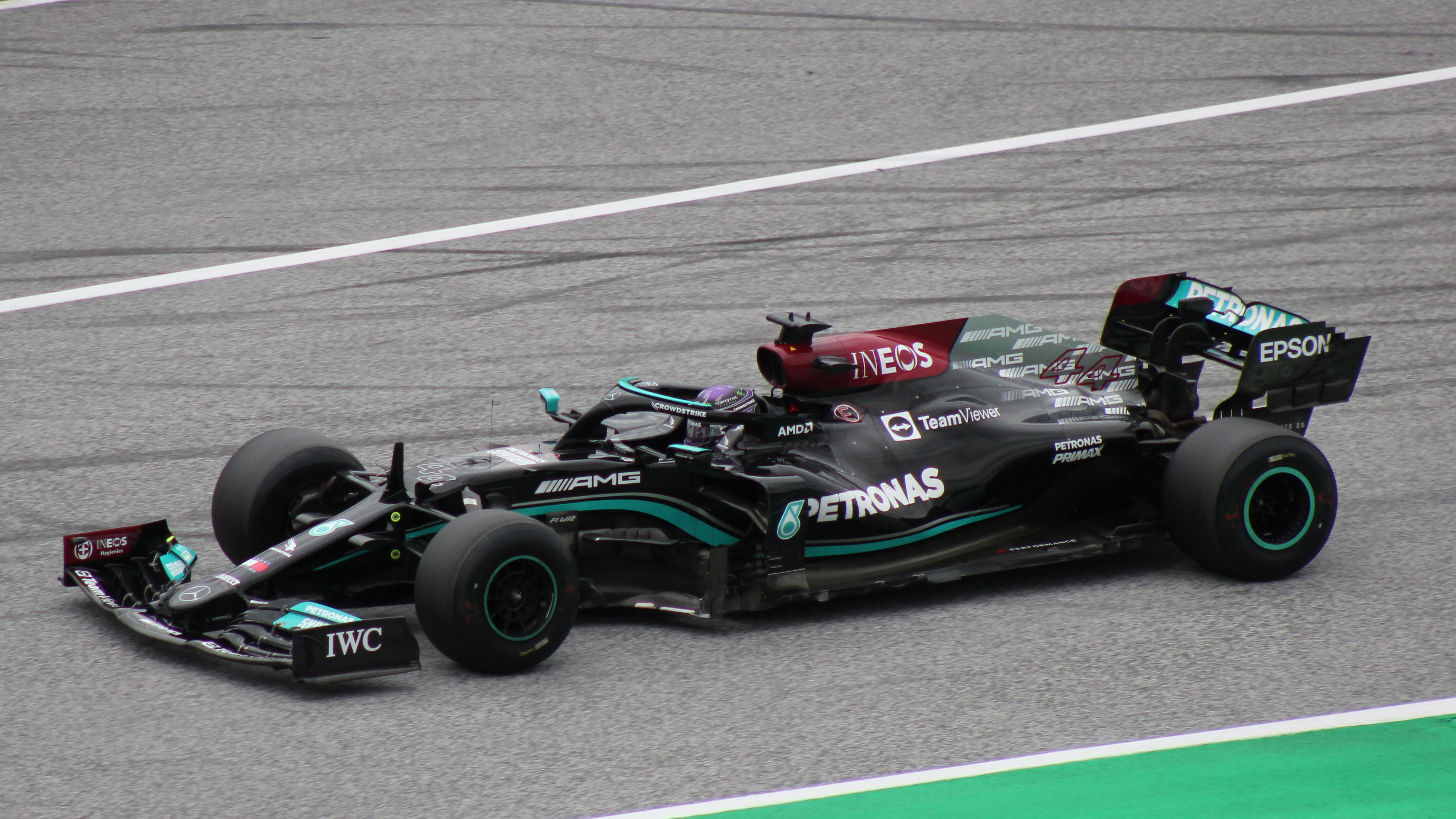
Lewis Hamilton beim Großen Preis von Österreich 2021

Zum Ende der Saison 2020 lief Hamiltons Vertrag mit Mercedes aus, eine Vertragsverlängerung zog sich über den Jahreswechsel hinaus. Am 8. Februar 2021 wurde eine Einigung für zunächst eine weitere Saison kommuniziert, womit Hamilton auch 2021 für Mercedes antrat. Er startete mit einem Sieg in Bahrain in die Saison. Bei diesem Rennen übertraf Hamilton den Rekord für die meisten Führungsrunden, der bis dahin von Michael Schumacher (5111) gehalten wurde. Beim Großen Preis der Emilia-Romagna fiel Hamilton infolge eines Fahrfehlers zwischenzeitlich bis auf den neunten Platz zurück, wurde allerdings nach einer Aufholjagd noch Zweiter. Die beiden darauf folgenden Rennen in Portugal und Spanien gewann er. Mit solcherart drei Siegen und einem zweiten Platz in vier Rennen stellte er seinen bis dahin besten Saisonstart 2015 ein.
In den folgenden Rennen gelang es ihm nicht mehr, wie aus den Vorsaisonen gewohnt, an diese Dominanz anzuschließen. Dies zeigte sich zunächst auf den beiden Stadtkursen von Monaco und Aserbaidschan. In Monaco erreichte Hamilton den siebenten Platz und verlor die Führung in der Weltmeisterschaft bereits an Max Verstappen. In Aserbaidschan kam er aufgrund eines Verbremsers bei einem Neustart des Rennens kurz vor Schluss nur auf den 15. Platz. Beim Großen Preis von Frankreich wurde er Zweiter nach zwischenzeitlicher Führung, weil Verstappen im Gegensatz zu Hamilton auf eine Zwei-Stopp-Strategie setzte und ihn mit frischeren Reifen in der vorletzten Runde überholte. Im Großen Preis der Steiermark wurde Hamilton wieder Zweiter hinter Verstappen, wobei auch ein nunmehr überlegener Top-Speed des Konkurrenzteams Red Bull deutlich wurde.
Im weiteren Saisonverlauf kristallisierte sich ein Duell um die Weltmeisterschaft zwischen Hamilton und Verstappen heraus, wobei letzterer als erster in der Fahrerwertung beim Rennen in Silverstone startete. Im Verlauf dieses Rennens kam es zur Kollision zwischen den beiden, wobei Verstappen mit 290 km/h in den Reifenstapel kollidierte. Die Sportkommissare entschieden, dass Hamilton überwiegend an dem Unfall schuld war und belegten ihn mit einer 10-Sekunden-Strafe, welche er in der Boxengasse absaß. Dank eines Teamorders überholte er Bottas, holte auch den erstplatzierten Charles Leclerc ein und gewann das Rennen. Beim darauffolgenden Großen Preis von Ungarn verkürzte er seinen Rückstand auf Verstappen weiter, da dieser nach einem Unfall in der ersten Kurve weit zurückfiel. Sowohl in Belgien als auch in den Niederlanden gelang es ihm das Podium zu erreichen, er fiel aber wieder hinter Verstappen zurück. Beim Großen Preis von Russland gewann er seinen 100. Grand Prix.
Schlussendlich wurde er mit 387,5 Punkten Zweiter in der Weltmeisterschaft.

##### 2022
In der Saison 2022 bekam Hamilton mit George Russell einen neuen Teamkollegen, Bottas verließ das Team und wechselte zu Alfa Romeo. Hamilton blieb in seiner 16. Saison erstmals ohne Sieg und Pole-Position, er fuhr neunmal auf das Podium. Am Ende wurde er mit 240 Punkten WM-Sechster, die schlechteste Platzierung seiner bisherigen Karriere. Auch beendete er erstmals seit 2016 eine Saison hinter seinem Teamkollegen.

##### 2023
Auch in der Saison 2023 errang er keinen Sieg, dafür erzielte er beim Großen Preis von Ungarn 2023 zum ersten Mal seit dem Großen Preis von Saudi-Arabien 2021 die Pole-Position. Er stand siebenmal auf dem Podium und beendete die Saison auf dem dritten Gesamtrang, in ihrer zweiten Saison als Teamkollegen schlug Hamilton Russell.

##### 2024

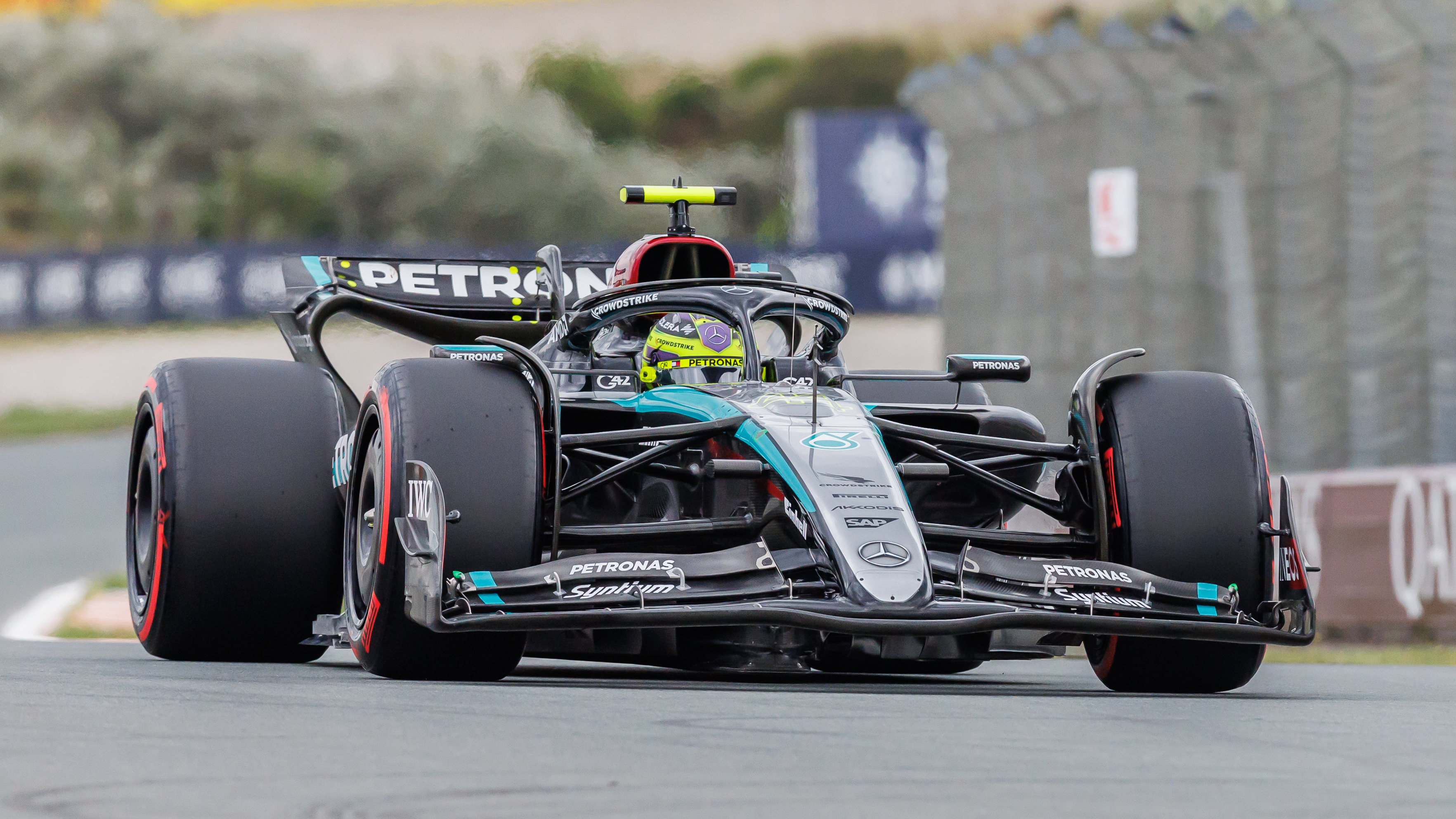
Lewis Hamilton beim Großer Preis der Niederlande 2024

Noch vor Beginn der Saison wurde bekanntgegeben, dass die Saison 2024 Hamiltons letzte Saison für Mercedes sein wird und er ab 2025 für Ferrari fahren wird. Am 7. Juli 2024 gewann Hamilton beim Großen Preis von Großbritannien erstmals seit 945 Tagen wieder ein Rennen, zuvor triumphierte er letztmals am 5. Dezember 2021 in Saudi-Arabien. Mit dem neunten Sieg in Silverstone hält er den Rekord für die meisten Siege bei einem Grand Prix. Beim folgenden Rennen in Ungarn stand er nach einem dritten Platz zum 200. Mal in seiner Karriere auf dem Podium. Das letzte Rennen vor der Sommerpause beendete Hamilton auf Platz 2, allerdings wurde ihm nach dem Rennen durch die nachträgliche Disqualifikation von George Russell der 1. Platz zugesprochen. Bei seinem letzten Rennen für Mercedes in Abu Dhabi belegte er den vierten Platz, in der letzten Runde überholte er den vor ihm liegenden George Russell.

## Persönliches
Hamiltons Großeltern väterlicherseits stammen von der Insel Grenada und wanderten in den 1950er-Jahren nach Großbritannien aus. Lewis’ Vater Anthony benannte seinen Sohn nach dem US-amerikanischen Leichtathleten Carl Lewis. Seine Eltern ließen sich scheiden, als er zwei Jahre alt war. Er wuchs zunächst in Stevenage bei seiner Mutter und dem Stiefvater zusammen mit seinen beiden Halbschwestern auf. Im Alter von zwölf Jahren zog er zu seinem Vater und dessen zweiter Frau. Hamiltons Halbbruder Nicolas (* 1992) ist ebenfalls Rennfahrer. Hamilton interessiert sich für Soul und Reggae und spielt selbst Klavier und Gitarre. Eigener Aussage zufolge fährt er nicht gerne Auto neben der Rennstrecke, im Straßenverkehr; da dort „alles passieren“ könne und er es als stressig empfindet. Jedoch ist er Autosammler bzw. unterhält in seinem Hauptwohnsitz in Monte-Carlo einen großen Fuhrpark. Hamilton hat ein Faible für Mode und bei Tommy Hilfiger ein eigenes Label. Zwischen 2007 und 2014 war Hamilton mit Unterbrechungen mit Nicole Scherzinger liiert.
Am 31. Dezember 2008 verlieh Queen Elisabeth II. Hamilton den Verdienstorden Member of the British Empire (MBE). Mit Wirkung zum 31. Dezember 2020 wurde Hamilton zum Ritter (Knight Bachelor) ernannt und darf die Anrede Sir führen.
In den Wachsfigurenkabinetten der Tussauds Group in Blackpool und London steht jeweils eine Wachsfigur von ihm.
Seit 2017 ernährt sich Hamilton aus Gründen des Umweltschutzes vegan. Laut Hans Braun von der Deutschen Sporthochschule in Köln hat Hamilton dazu beigetragen, dass vegane Ernährung von Sportlern immer mehr ins Zentrum der Diskussionen gerückt ist. Über soziale Netzwerke hat er mehrere Millionen Menschen erreicht und so auf Veganismus aufmerksam gemacht. Außerdem setzt Hamilton sich für Tierschutz ein, indem er sich beispielsweise gegen den Handel mit Haifischflossen ausspricht. Er selbst besitzt eine Bulldogge. Er unterstützt die UNICEF und spendete 500.000 Dollar, um bei den Buschbränden in Australien 2019/2020 die Feuerwehr sowie freiwillige Helfer zu unterstützen.

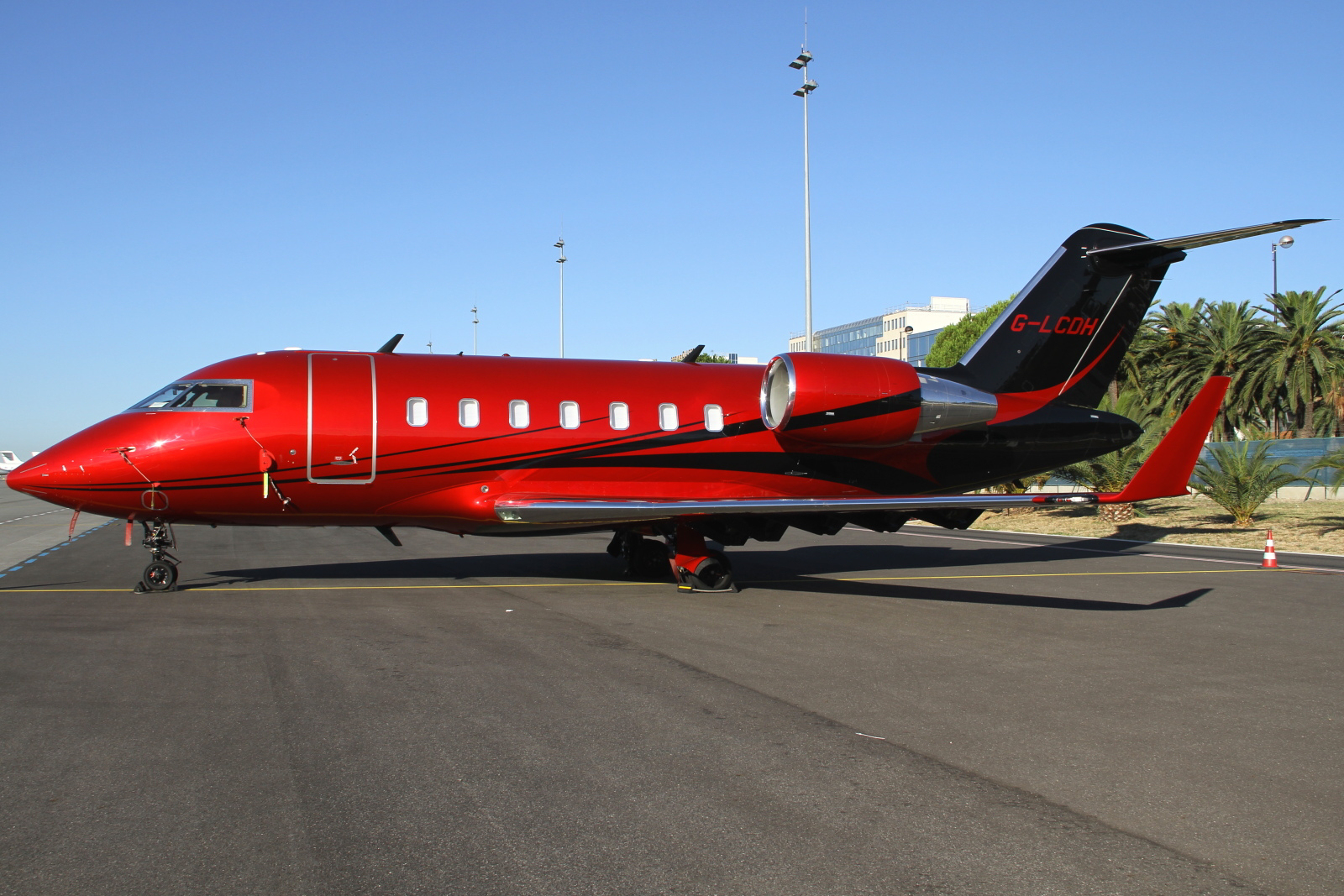
Lewis Hamilton soll rund 5 Millionen Euro Abgaben beim Kauf und EU-Import seines Privatjets (Bild) über die Isle of Man vermieden haben.

Hamilton hat wiederholt zu politischen und gesellschaftlichen Themen Stellung bezogen, insbesondere zum Thema Rassismus. So kritisierte er nach dem Tod von George Floyd den Alltagsrassismus auf der ganzen Welt und den Mangel an Stellungnahmen aus der Welt des Motorsports, die er als „von Weißen dominiert“ bezeichnete. Zudem äußerte sich Hamilton positiv über eine Anti-Rassismus-Demonstration in Bristol, bei der eine Statue des Sklavenhändlers Edward Colston zerstört wurde.
Hamiltons Name tauchte bei Veröffentlichung der Paradise Papers auf; Hamilton habe beim Kauf seines Privatjets Steuern vermieden, indem er diesen mit Hilfe von Ex-Formel-1-Rennfahrer Niki Lauda über die Isle of Man einführte. Im September 2020 wurde bekannt, dass Hamilton als Gründer und Besitzer des Teams X44 ab 2021 in die neue Rennserie Extreme E einsteigt. Der Name des Rennstalls lehnt sich an seine Startnummer 44 in der Formel 1 an.
Seit Sommer 2022 ist Lewis Hamilton Mitbesitzer des NFL-Teams der Denver Broncos. 2025 war er als Produzent an dem Film F1 beteiligt.

## Statistik

### Karrierestationen
- 1993–2001: Kartsport
- 2001: Britische Formel Renault, Winterserie (Platz 5)
- 2002: Britische Formel Renault (Platz 3)
- 2002: Formel Renault 2.0 Eurocup (Platz 5)
- 2003: Britische Formel Renault (Meister)
- 2003: Formel Renault 2.0 Eurocup (Platz 12)
- 2003: Deutsche Formel Renault (Platz 27)
- 2003: Britische Formel 3
- 2004: Formel-3-Euroserie (Platz 5)
- 2005: Formel-3-Euroserie (Meister)
- 2006: GP2-Serie (Meister)
- 2007: Formel 1 (Platz 2)
- 2008: Formel 1 (Weltmeister)
- 2009: Formel 1 (Platz 5)
- 2010: Formel 1 (Platz 4)
- 2011: Formel 1 (Platz 5)
- 2012: Formel 1 (Platz 4)
- 2013: Formel 1 (Platz 4)
- 2014: Formel 1 (Weltmeister)
- 2015: Formel 1 (Weltmeister)
- 2016: Formel 1 (Platz 2)
- 2017: Formel 1 (Weltmeister)
- 2018: Formel 1 (Weltmeister)
- 2019: Formel 1 (Weltmeister)
- 2020: Formel 1 (Weltmeister)
- 2021: Formel 1 (Platz 2)
- 2022: Formel 1 (Platz 6)
- 2023: Formel 1 (Platz 3)
- 2024: Formel 1 (Platz 7)

### Statistik in der Formel-1-Weltmeisterschaft
Diese Statistik umfasst alle Teilnahmen des Fahrers an der Formel-1-Weltmeisterschaft.

#### Sprint-Siege
- 2025:  China (Shanghai)

#### Grand-Prix-Siege
- 2007:  Kanada (Montréal)
- 2007:  USA (Indianapolis)
- 2007:  Ungarn (Mogyoród)
- 2007:  Japan (Fuji)
- 2008:  Australien (Melbourne)
- 2008:  Monaco (Monte Carlo)
- 2008:  Großbritannien (Silverstone)
- 2008:  Deutschland (Hockenheim)
- 2008:  China (Shanghai)
- 2009:  Ungarn (Mogyoród)
- 2009:  Singapur (Singapur)
- 2010:  Türkei (Istanbul)
- 2010:  Kanada (Montréal)
- 2010:  Belgien (Spa-Francorchamps)
- 2011:  China (Shanghai)
- 2011:  Deutschland (Nürburg)
- 2011:  Abu Dhabi (Yas-Insel)
- 2012:  Kanada (Montréal)
- 2012:  Ungarn (Mogyoród)
- 2012:  Italien (Monza)
- 2012:  USA (Austin)
- 2013:  Ungarn (Mogyoród)
- 2014:  Malaysia (Sepang)
- 2014:  Bahrain (as-Sachir)
- 2014:  China (Shanghai)
- 2014:  Spanien (Barcelona)
- 2014:  Großbritannien (Silverstone)
- 2014:  Italien (Monza)
- 2014:  Singapur (Singapur)
- 2014:  Japan (Suzuka)
- 2014:  Russland (Sotschi)
- 2014:  USA (Austin)
- 2014:  Abu Dhabi (Yas-Insel)
- 2015:  Australien (Melbourne)
- 2015:  China (Shanghai)
- 2015:  Bahrain (as-Sachir)
- 2015:  Kanada (Montréal)
- 2015:  Großbritannien (Silverstone)
- 2015:  Belgien (Spa-Francorchamps)
- 2015:  Italien (Monza)
- 2015:  Japan (Suzuka)
- 2015:  Russland (Sotschi)
- 2015:  USA (Austin)
- 2016:  Monaco (Monte Carlo)
- 2016:  Kanada (Montréal)
- 2016:  Österreich (Spielberg)
- 2016:  Großbritannien (Silverstone)
- 2016:  Ungarn (Mogyoród)
- 2016:  Deutschland (Hockenheim)
- 2016:  USA (Austin)
- 2016:  Mexiko (Mexiko-Stadt)
- 2016:  Brasilien (Interlagos)
- 2016:  Abu Dhabi (Yas-Insel)
- 2017:  China (Shanghai)
- 2017:  Spanien (Barcelona)
- 2017:  Kanada (Montréal)
- 2017:  Großbritannien (Silverstone)
- 2017:  Belgien (Spa-Francorchamps)
- 2017:  Italien (Monza)
- 2017:  Singapur (Singapur)
- 2017:  Japan (Suzuka)
- 2017:  USA (Austin)
- 2018:  Aserbaidschan (Baku)
- 2018:  Spanien (Barcelona)
- 2018:  Frankreich (Le Castellet)
- 2018:  Deutschland (Hockenheim)
- 2018:  Ungarn (Mogyoród)
- 2018:  Italien (Monza)
- 2018:  Singapur (Singapur)
- 2018:  Russland (Sotschi)
- 2018:  Japan (Suzuka)
- 2018:  Brasilien (Interlagos)
- 2018:  Abu Dhabi (Yas-Insel)
- 2019:  Bahrain (as-Sachir)
- 2019:  China (Shanghai)
- 2019:  Spanien (Barcelona)
- 2019:  Monaco (Monte Carlo)
- 2019:  Kanada (Montréal)
- 2019:  Frankreich (Le Castellet)
- 2019:  Großbritannien (Silverstone)
- 2019:  Ungarn (Mogyoród)
- 2019:  Russland (Sotschi)
- 2019:  Mexiko (Mexiko-Stadt)
- 2019:  Abu Dhabi (Yas-Insel)
- 2020:  Steiermark (Spielberg)
- 2020:  Ungarn (Mogyoród)
- 2020:  Großbritannien (Silverstone)
- 2020:  Spanien (Barcelona)
- 2020:  Belgien (Spa-Francorchamps)
- 2020:  Toskana (Scarperia e San Piero)
- 2020:  Eifel (Nürburg)
- 2020:  Portugal (Portimão)
- 2020:  Emilia-Romagna (Imola)
- 2020:  Türkei (Istanbul)
- 2020:  Bahrain (as-Sachir)
- 2021:  Bahrain (as-Sachir)
- 2021:  Portugal (Portimão)
- 2021:  Spanien (Barcelona)
- 2021:  Großbritannien (Silverstone)
- 2021:  Russland (Sotschi)
- 2021:  São Paulo (Interlagos)
- 2021:  Katar (Doha)
- 2021:  Saudi-Arabien (Dschidda)
- 2024:  Großbritannien (Silverstone)
- 2024:  Belgien (Spa-Francorchamps)

#### Grand Prix nach Anzahl der Siege
|     | Grand Prix                             | Siege |
| --- | -------------------------------------- | ----- |
| 1.  | Großbritannien (Silverstone)           | 9     |
| 2.  | Ungarn (Mogyoród)                      | 8     |
| 3.  | Kanada (Montreal)                      | 7     |
| 4.  | China (Shanghai)                       | 6     |
|     | Spanien (Barcelona)                    | 6     |
|     | USA (Austin 5 / Indianapolis 1)        | 6     |
| 7.  | Abu Dhabi (Yas-Insel)                  | 5     |
|     | Bahrain (as-Sachir)                    | 5     |
|     | Belgien (Spa)                          | 5     |
|     | Italien (Monza)                        | 5     |
|     | Japan (Suzuka 4 / Fuji 1)              | 5     |
|     | Russland (Sotschi)                     | 5     |
| 13. | Deutschland (Hockenheim 3 / Nürburg 1) | 4     |
|     | Singapur (Singapur)                    | 4     |
| 15. | Monaco (Monte Carlo)                   | 3     |
| 16. | Australien (Melbourne)                 | 2     |

|     | Grand Prix                      | Siege |
| --- | ------------------------------- | ----- |
|     | Brasilien (Interlagos)          | 2     |
|     | Frankreich (Le Castellet)       | 2     |
|     | Mexiko (Mexiko-Stadt)           | 2     |
|     | Portugal (Portimão)             | 2     |
|     | Türkei (Istanbul)               | 2     |
| 22. | Aserbaidschan (Baku)            | 1     |
|     | Eifel (Nürburg)                 | 1     |
|     | Katar (Doha)                    | 1     |
|     | Emilia-Romagna (Imola)          | 1     |
|     | Malaysia (Sepang)               | 1     |
|     | Österreich (Spielberg)          | 1     |
|     | São Paulo (Interlagos)          | 1     |
|     | Saudi-Arabien (Dschidda)        | 1     |
|     | Steiermark (Spielberg)          | 1     |
|     | Toskana (Scarperia e San Piero) | 1     |

fettgedruckte Werte = Rekordsieger auf dieser GP-Rennstrecke

#### Gesamtübersicht
(Stand: Großer Preis von Ungarn, 3. August 2025)
| Saison | Team                          | Chassis                            | Motor                      | Rennen | Siege | Zweiter | Dritter | Poles | schn. Rennrunden | Punkte | WM-Pos. |
| ------ | ----------------------------- | ---------------------------------- | -------------------------- | ------ | ----- | ------- | ------- | ----- | ---------------- | ------ | ------- |
| 2007   | Vodafone McLaren Mercedes     | McLaren MP4-22                     | Mercedes-Benz 2.4 V8       | 17     | 4     | 5       | 3       | 6     | 2                | 109    | 2.      |
| 2008   | Vodafone McLaren Mercedes     | McLaren MP4-23                     | Mercedes-Benz 2.4 V8       | 18     | 5     | 2       | 3       | 7     | 1                | 98     | 1.      |
| 2009   | Vodafone McLaren Mercedes     | McLaren MP4-24                     | Mercedes-Benz 2.4 V8       | 17     | 2     | 1       | 2       | 4     | –                | 49     | 5.      |
| 2010   | Vodafone McLaren Mercedes     | McLaren MP4-25                     | Mercedes-Benz 2.4 V8       | 19     | 3     | 5       | 1       | 1     | 5                | 240    | 4.      |
| 2011   | Vodafone McLaren Mercedes     | McLaren MP4-26                     | Mercedes-Benz 2.4 V8       | 19     | 3     | 3       | –       | 1     | 3                | 227    | 5.      |
| 2012   | Vodafone McLaren Mercedes     | McLaren MP4-27                     | Mercedes-Benz 2.4 V8       | 20     | 4     | –       | 3       | 7     | 1                | 190    | 4.      |
| 2013   | Mercedes AMG Petronas F1 Team | Mercedes F1 W04                    | Mercedes-Benz 2.4 V8       | 19     | 1     | −       | 4       | 5     | 1                | 189    | 4.      |
| 2014   | Mercedes AMG Petronas F1 Team | Mercedes F1 W05 Hybrid             | Mercedes-Benz 1.6 V6 Turbo | 19     | 11    | 3       | 2       | 7     | 7                | 384    | 1.      |
| 2015   | Mercedes AMG Petronas F1 Team | Mercedes F1 W06 Hybrid             | Mercedes-Benz 1.6 V6 Turbo | 19     | 10    | 6       | 1       | 11    | 8                | 381    | 1.      |
| 2016   | Mercedes AMG Petronas F1 Team | Mercedes F1 W07 Hybrid             | Mercedes-Benz 1.6 V6 Turbo | 21     | 10    | 3       | 4       | 12    | 3                | 380    | 2.      |
| 2017   | Mercedes AMG Petronas F1 Team | Mercedes F1 W08 EQ Power+          | Mercedes-Benz 1.6 V6 Turbo | 20     | 9     | 4       | −       | 11    | 7                | 363    | 1.      |
| 2018   | Mercedes AMG Petronas F1 Team | Mercedes-AMG F1 W09 EQ Power+      | Mercedes-Benz 1.6 V6 Turbo | 21     | 11    | 3       | 3       | 11    | 3                | 408    | 1.      |
| 2019   | Mercedes AMG Petronas F1 Team | Mercedes-AMG F1 W10 EQ Power+      | Mercedes-Benz 1.6 V6 Turbo | 21     | 11    | 4       | 2       | 5     | 6                | 413    | 1.      |
| 2020   | Mercedes AMG Petronas F1 Team | Mercedes-AMG F1 W11 EQ Performance | Mercedes-Benz 1.6 V6 Turbo | 16     | 11    | 1       | 2       | 10    | 6                | 347    | 1.      |
| 2021   | Mercedes AMG Petronas F1 Team | Mercedes-AMG F1 W12 E Performance  | Mercedes-Benz 1.6 V6 Turbo | 22     | 8     | 8       | 1       | 5     | 6                | 387,5  | 2.      |
| 2022   | Mercedes AMG Petronas F1 Team | Mercedes-AMG F1 W13 E Performance  | Mercedes-Benz 1.6 V6 Turbo | 22     | –     | 5       | 4       | –     | 2                | 240    | 6.      |
| 2023   | Mercedes AMG Petronas F1 Team | Mercedes-AMG F1 W14 E Performance  | Mercedes-Benz 1.6 V6 Turbo | 22     | –     | 3       | 3       | 1     | 4                | 234    | 3.      |
| 2024   | Mercedes AMG Petronas F1 Team | Mercedes-AMG F1 W15 E Performance  | Mercedes-Benz 1.6 V6 Turbo | 24     | 2     | 1       | 2       | –     | 2                | 223    | 7.      |
| 2025   | Scuderia Ferrari HP           | Ferrari SF-25                      | Ferrari 1.6 V6 Turbo       | 14     | −     | −       | −       | −     | −                | 109    | 6.      |
| Gesamt | Gesamt                        | Gesamt                             | Gesamt                     | 370    | 105   | 57      | 40      | 104   | 67               | 4971,5 |         |

#### Einzelergebnisse
| Saison | 1    | 2   | 3  | 4   | 5  | 6   | 7   | 8   | 9   | 10 | 11  | 12  | 13  | 14  | 15  | 16  | 17   | 18   | 19  | 20 | 21  | 22  | 23 | 24 |
| ------ | ---- | --- | -- | --- | -- | --- | --- | --- | --- | -- | --- | --- | --- | --- | --- | --- | ---- | ---- | --- | -- | --- | --- | -- | -- |
| 2007   |      |     |    |     |    |     |     |     |     |    |     |     |     |     |     |     |      |      |     |    |     |     |    |    |
| 3      | 2    | 2   | 2  | 2   | 1  | 1   | 3   | 3   | 9   | 1  | 5   | 2   | 4   | 1   | DNF | 7   |      |      |     |    |     |     |    |    |
| 2008   |      |     |    |     |    |     |     |     |     |    |     |     |     |     |     |     |      |      |     |    |     |     |    |    |
| 1      | 5    | 13  | 3  | 2   | 1  | DNF | 10  | 1   | 1   | 5  | 2   | 3   | 7   | 3   | 12  | 1   | 5    |      |     |    |     |     |    |    |
| 2009   |      |     |    |     |    |     |     |     |     |    |     |     |     |     |     |     |      |      |     |    |     |     |    |    |
| DSQ    | 7    | 6   | 4  | 9   | 12 | 13  | 16  | 18  | 1   | 2  | DNF | 12* | 1   | 3   | 3   | DNF |      |      |     |    |     |     |    |    |
| 2010   |      |     |    |     |    |     |     |     |     |    |     |     |     |     |     |     |      |      |     |    |     |     |    |    |
| 3      | 6    | 6   | 2  | 14* | 5  | 1   | 1   | 2   | 2   | 4  | DNF | 1   | DNF | DNF | 5   | 2   | 4    | 2    |     |    |     |     |    |    |
| 2011   |      |     |    |     |    |     |     |     |     |    |     |     |     |     |     |     |      |      |     |    |     |     |    |    |
| 2      | 8    | 1   | 4  | 2   | 6  | DNF | 4   | 4   | 1   | 4  | DNF | 4   | 5   | 5   | 2   | 7   | 1    | DNF  |     |    |     |     |    |    |
| 2012   |      |     |    |     |    |     |     |     |     |    |     |     |     |     |     |     |      |      |     |    |     |     |    |    |
| 3      | 3    | 3   | 8  | 8   | 5  | 1   | 19* | 8   | DNF | 1  | DNF | 1   | DNF | 5   | 10  | 4   | DNF  | 1    | DNF |    |     |     |    |    |
| 2013   |      |     |    |     |    |     |     |     |     |    |     |     |     |     |     |     |      |      |     |    |     |     |    |    |
| 5      | 3    | 3   | 5  | 12  | 4  | 3   | 4   | 5   | 1   | 3  | 9   | 5   | 5   | DNF | 6   | 7   | 4    | 9    |     |    |     |     |    |    |
| 2014   |      |     |    |     |    |     |     |     |     |    |     |     |     |     |     |     |      |      |     |    |     |     |    |    |
| DNF    | 1    | 1   | 1  | 1   | 2  | DNF | 2   | 1   | 3   | 3  | DNF | 1   | 1   | 1   | 1   | 1   | 2    | 1    |     |    |     |     |    |    |
| 2015   |      |     |    |     |    |     |     |     |     |    |     |     |     |     |     |     |      |      |     |    |     |     |    |    |
| 1      | 2    | 1   | 1  | 2   | 3  | 1   | 2   | 1   | 6   | 1  | 1   | DNF | 1   | 1   | 1   | 2   | 2    | 2    |     |    |     |     |    |    |
| 2016   |      |     |    |     |    |     |     |     |     |    |     |     |     |     |     |     |      |      |     |    |     |     |    |    |
| 2      | 3    | 7   | 2  | DNF | 1  | 1   | 5   | 1   | 1   | 1  | 1   | 3   | 2   | 3   | DNF | 3   | 1    | 1    | 1   | 1  |     |     |    |    |
| 2017   |      |     |    |     |    |     |     |     |     |    |     |     |     |     |     |     |      |      |     |    |     |     |    |    |
| 2      | 1    | 2   | 4  | 1   | 7  | 1   | 5   | 4   | 1   | 4  | 1   | 1   | 1   | 2   | 1   | 1   | 9    | 4    | 2   |    |     |     |    |    |
| 2018   |      |     |    |     |    |     |     |     |     |    |     |     |     |     |     |     |      |      |     |    |     |     |    |    |
| 2      | 3    | 4   | 1  | 1   | 3  | 5   | 1   | DNF | 2   | 1  | 1   | 2   | 1   | 1   | 1   | 1   | 3    | 4    | 1   | 1  |     |     |    |    |
| 2019   |      |     |    |     |    |     |     |     |     |    |     |     |     |     |     |     |      |      |     |    |     |     |    |    |
| 2      | 1    | 1   | 2  | 1   | 1  | 1   | 1   | 5   | 1   | 9  | 1   | 2   | 3   | 4   | 1   | 3   | 1    | 2    | 7   | 1  |     |     |    |    |
| 2020   |      |     |    |     |    |     |     |     |     |    |     |     |     |     |     |     |      |      |     |    |     |     |    |    |
| 4      | 1    | 1   | 1  | 2   | 1  | 1   | 7   | 1   | 3   | 1  | 1   | 1   | 1   | 1   | INJ | 3   |      |      |     |    |     |     |    |    |
| 2021   |      |     |    |     |    |     |     |     |     |    |     |     |     |     |     |     |      |      |     |    |     |     |    |    |
| 1      | 2    | 1   | 1  | 7   | 15 | 2   | 2   | 4   | 12  | 2  | 3   | 2   | DNF | 1   | 5   | 2   | 2    | 1    | 1   | 1  | 2   |     |    |    |
| 2022   |      |     |    |     |    |     |     |     |     |    |     |     |     |     |     |     |      |      |     |    |     |     |    |    |
| 3      | 10   | 4   | 13 | 6   | 5  | 8   | 4   | 3   | 3   | 38 | 2   | 2   | DNF | 4   | 5   | 9   | 5    | 2    | 2   | 23 | 18* |     |    |    |
| 2023   |      |     |    |     |    |     |     |     |     |    |     |     |     |     |     |     |      |      |     |    |     |     |    |    |
| 5      | 5    | 2   | 67 | 6   | C  | 4   | 2   | 3   | 8   | 3  | 4   | 47  | 6   | 6   | 3   | 5   | DNF5 | DSQ2 | 2   | 87 | 7   | 9   |    |    |
| 2024   |      |     |    |     |    |     |     |     |     |    |     |     |     |     |     |     |      |      |     |    |     |     |    |    |
| 7      | 9    | DNF | 9  | 92  | 6  | 6   | 7   | 4   | 3   | 46 | 1   | 3   | 1   | 8   | 5   | 9   | 6    | DNF6 | 4   | 10 | 2   | 126 | 4  |    |
| 2025   |      |     |    |     |    |     |     |     |     |    |     |     |     |     |     |     |      |      |     |    |     |     |    |    |
| 10     | DSQ1 | 7   | 5  | 7   | 83 | 4   | 5   | 6   | 6   | 4  | 4   | 7   | 12  |     |     |     |      |      |     |    |     |     |    |    |

| Legende  | Legende            | Legende                                                          |
| Farbe    | Abkürzung          | Bedeutung                                                        |
| -------- | ------------------ | ---------------------------------------------------------------- |
| Gold     | –                  | Sieg                                                             |
| Silber   | –                  | 2. Platz                                                         |
| Bronze   | –                  | 3. Platz                                                         |
| Grün     | –                  | Platzierung in den Punkten                                       |
| Blau     | –                  | Klassifiziert außerhalb der Punkteränge                          |
| Violett  | DNF                | Rennen nicht beendet (did not finish)                            |
| Violett  | NC                 | nicht klassifiziert (not classified)                             |
| Rot      | DNQ                | nicht qualifiziert (did not qualify)                             |
| Rot      | DNPQ               | in Vorqualifikation gescheitert (did not pre-qualify)            |
| Schwarz  | DSQ                | disqualifiziert (disqualified)                                   |
| Weiß     | DNS                | nicht am Start (did not start)                                   |
| Weiß     | WD                 | zurückgezogen (withdrawn)                                        |
| Hellblau | PO                 | nur am Training teilgenommen (practiced only)                    |
| Hellblau | TD                 | Freitags-Testfahrer (test driver)                                |
| ohne     | DNP                | nicht am Training teilgenommen (did not practice)                |
| ohne     | INJ                | verletzt oder krank (injured)                                    |
| ohne     | EX                 | ausgeschlossen (excluded)                                        |
| ohne     | DNA                | nicht erschienen (did not arrive)                                |
| ohne     | C                  | Rennen abgesagt (cancelled)                                      |
| ohne     | keine WM-Teilnahme |                                                                  |
| sonstige | P/fett             | Pole-Position                                                    |
| sonstige | 1/2/3/4/5/6/7/8    | Punktplatzierung im Sprint-/Qualifikationsrennen                 |
| sonstige | SR/kursiv          | Schnellste Rennrunde                                             |
| sonstige | *                  | nicht im Ziel, aufgrund der zurückgelegten Distanz aber gewertet |
| sonstige | ()                 | Streichresultate                                                 |
| sonstige | unterstrichen      | Führender in der Gesamtwertung                                   |

### Rekorde
- meiste WM-Titel: 7 (2008, 2014, 2015, 2017, 2018, 2019, 2020)[# 1]
- meiste WM-Titel mit demselben Team: 6 (2014, 2015, 2017, 2018, 2019, 2020) (Mercedes)
- meiste Pole-Positionen: 104
- meiste Grand-Prix-Siege: 105
- meiste zweite Plätze: 57
- meiste Podien: 202
- meiste Starts aus der ersten Reihe: 176[52]
- meiste Starts für dasselbe Team: 246 (Mercedes)
- meiste Starts mit demselben Motorenhersteller: 356 (Mercedes)
- meiste Pole-Positionen mit demselben Team: 78 (Mercedes)
- meiste Siege mit demselben Team: 84 (Mercedes)
- meiste Siege mit demselben Motorenhersteller: 105 (Mercedes)
- meiste Siege von der Pole-Position: 61[53]
- meiste Start-Ziel-Siege: 23
- meiste angeführte Rennen: 190[54]
- meiste Führungsrunden: 5.482
- meiste Führungskilometer: 27.954,007
- meiste Team-Doppelerfolge: 62 (davon 41 Siege für Hamilton)
- meiste Doppelerfolge mit Teamkollegen: 31 (mit Nico Rosberg, davon 20 Siege für Hamilton)[55]
- meiste Saisons in Folge mit mindestens einer Pole-Position: 15 (2007–2021)
- meiste Saisons in Folge mit mindestens einem Sieg: 15 (2007–2021)[# 2]
- meiste Saisons in Folge mit mindestens einem Podium: 18 (2007–2024)
- meiste Saisons in Folge mit mindestens einer schnellsten Rennrunde: 15 (2010–2024)[# 3]
- meiste Saisons in Folge vom Debüt an mit mindestens einer Pole-Position: 15 (2007–2021)
- meiste Saisons in Folge vom Debüt an mit mindestens einem Sieg: 15 (2007–2021)
- meiste Saisons in Folge vom Debüt an mit mindestens einem Podium: 18 (2007–2024)
- meiste Platzierungen in den Punkten (absolut): 308[Anm. 1]
- meiste Punkteplatzierungen in Folge: 48
- meiste Platzierungen in den ersten Zehn (absolut): 311[Anm. 2]
- meiste WM-Punkte: 4862,5[Anm. 3]
- meiste WM-Punkte bei nachträglicher Umrechnung auf das 2010er-System: 5146,5[56]
- meiste Pole-Positionen bei unterschiedlichen Grand Prix: 30
- meiste Pole-Positionen auf unterschiedlichen Strecken: 32
- meiste Pole-Positionen beim gleichen GP: 9 (Großer Preis von Ungarn)
- meiste Siege beim gleichen Grand Prix absolut: 9 (Großer Preis von Großbritannien)
- meiste Siege beim Heim-Grand-Prix: 9 (Großer Preis von Großbritannien)
- meiste Siege bei unterschiedlichen Grand Prix: 31
- meiste Siege auf unterschiedlichen Strecken: 31
- meiste Podien beim gleichen Grand Prix: 14 (Großer Preis von Großbritannien)
- meiste Podien auf der gleichen Strecke in Folge: 11 (Silverstone Circuit von 2014–2024)
- meiste Podien beim gleichen Grand Prix in Folge: 11 (Großer Preis von Großbritannien 2014–2024)
- höchste Durchschnittsgeschwindigkeit auf einer Runde: 264,363 km/h (Qualifying zum Großen Preis von Italien 2020)[57]
- meiste Siege in einer Debüt-Saison: 4[# 4]
- meiste Pole-Positionen in einer Debüt-Saison: 6
- meiste Podien in einer Debüt-Saison: 12
- meiste Punkte in einer Debüt-Saison: 109
- meiste aufeinanderfolgende Podiumsplätze vom ersten Rennen an: 9 (Großer Preis von Australien 2007 bis Großer Preis von Großbritannien 2007)
- jüngster Fahrer, der die Formel-1-Weltmeisterschaft anführte: 22 Jahre, 4 Monate, 8 Tage (Großer Preis von Bahrain 2007)
- meiste Rennen in Folge mindestens eine Runde geführt: 18 (Großer Preis von Ungarn 2014 bis Großer Preis von Großbritannien 2015)
- meiste Rennen als Weltmeisterschaftsführender: 126
- meiste Siege in einem Kalendermonat: 4 (Großer Preis von Österreich bis Großer Preis von Deutschland im Juli 2016)[# 5]
- meiste Platzierungen in den Punkten in Folge: 54 (Großer Preis von Großbritannien 2018 bis Großer Preis von Monaco 2021)
- meiste Zielankünfte in Folge: 62 (Großer Preis von Großbritannien 2018 bis Großer Preis der Niederlande 2021)
- meiste Siege beim gleichen Grand Prix in Folge: 5 (Großer Preis von Spanien 2017–2021)[# 6]
- meiste Grand-Slams in einer Saison: 3 (2017)[# 7]
- meiste Starts in Folge: 265 (Großer Preis von Australien 2007 bis Großer Preis von Bahrain 2020)

Anmerkungen
1. ↑  Zusammen mit Michael Schumacher
2. ↑  Zusammen mit Michael Schumacher
3. ↑  Zusammen mit Michael Schumacher
4. ↑  Zusammen mit Jacques Villeneuve (1996).
5. ↑  Zusammen mit Max Verstappen (2023).
6. ↑  Zusammen mit Ayrton Senna (Großer Preis von Monaco).
7. ↑  Zusammen mit Alberto Ascari (1952), Jim Clark (1963, 1965) und Nigel Mansell (1992).

### Ehrungen
- 2007 GQ als „Mann des Jahres“
- 2007 Goldenes Lenkrad
- 2008 Laureus World Sports Award in der Kategorie Durchbruch des Jahres (für 2007)
- 2008 Bambi in der Kategorie Sonderpreis der Jury
- 2014 FIA-Persönlichkeit des Jahres
- 2014 Britischer Sportler des Jahres
- 2014 Europas Sportler des Jahres (PAP)
- 2018 Gazzetta Weltsportler des Jahres
- 2018 FIA-Persönlichkeit des Jahres
- 2019 Europas Sportler des Jahres (PAP)
- 2020 Weltsportler des Jahres (Laureus World Sports Award für 2019)
- 2020 FIA-Persönlichkeit des Jahres
- 2020 Britischer Sportler des Jahres
- 2020 Weltsportler des Jahres (L’Équipe)
- 2020 Gazzetta Weltsportler des Jahres
- 2020 Ernennung zum Knight Bachelor, Erhebung in den britischen Adelsstand („Sir“)
- 2021 FIA-Persönlichkeit des Jahres
- August 2025: Nach ihm wird der Asteroid (508440) Lewishamilton (2016 LH7) benannt.

### Auszeichnungen
- Autosport British Club Driver of the Year: 2003
- Autosport Rookie of the Year: 2006, 2007
- Autosport British Competition Driver of the Year: 2007, 2013, 2014, 2015, 2017, 2018
- Autosport International Racing Driver Award: 2007, 2008, 2014, 2015, 2017, 2018, 2019, 2020
- Lorenzo Bandini Trophy: 2010
- DHL Fastest Lap Award: 2014, 2015, 2017, 2019, 2020, 2021
- Fahrer der Saison: 2014, 2015, 2016, 2017, 2018, 2019, 2020
- Best Driver ESPY Award: 2017